# منتخب إسبانيا لكرة القدم
منتخب إسبانيا لكرة القدم (بالإسبانية: Selección de fútbol de España) هو ممثل إسبانيا الرسمي في رياضة كرة القدم الدولية للرجال منذ عام 1920، يعرف باسم لاروخا أي: (الأحمر) أو «لافوريا روخا» وتعني (الغضب الأحمر)، يشرف على شؤونه الاتحاد الملكي الإسباني لكرة القدم.
فاز في أول مباراة رسمية له في 28 أغسطس 1920 ببروكسل أمام المنتخب الدانماركي بنتيجة 1-0 في إطار الألعاب الأولمبية.
حقق المنتخب الإسباني عدة نجاحات قارية وعالمية، أبرزها: التتويج بكأس العالم مرة واحدة سنة 2010 بجنوب إفريقيا علمًا أنه شارك في إجمالي 16 بطولة من أصل 22 بطولة لكأس العالم، والفوز بكأس الأمم الأوروبية ثلاث مرات سنوات 1964 و2008 و2012، والفوز بذهبية كرة القدم في الألعاب الأولمبية 1992 ببرشلونة. كما تصدر التصنيف العالمي للمنتخبات ست سنوات من 2008 إلى 2014 واحتل المرتبة السادسة عالمياً حتى (فبراير 2021).
قادت إنجازات إسبانيا في الفترة من 2008 إلى 2012 العديد من الخبراء والمعلقين إلى اعتبار فرق إسبانيا في هذا العصر واحدة من أفضل الفرق على الإطلاق في تاريخ كرة القدم. خلال هذه الفترة، أصبح منتخب إسبانيا الوحيد الذي فاز بثلاثة ألقاب كبرى متتالية، بما في ذلك بطولتين متتاليتين لأمم أوروبا في عامي 2008 و2012و2024، بينما أصبح أول منتخب أوروبي يفوز بكأس العالم الذي أقيم خارج أوروبا في عام 2010. من عام 2008 إلى عام 2013، فازت إسبانيا بجائزة أفضل فريق لهذا العام حسب تصنيف فيفا، وهي ثاني أعلى دولة في العالم حصولًا على هذه الجائزة بعد البرازيل. منذ بداية عام 2007 وحتى كأس القارات 2009، حقق منتخب إسبانيا 35 مباراة متتالية دون هزيمة، وهو إنجاز تقاسمه مع منتخب البرازيل، ورقم قياسي في السجل الرياضي في ذلك الوقت. إسبانيا إلى جانب فرنسا هما الدولتان الأوروبيتان الوحيدتان اللتان فازتا بالثلاثية (كأس العالم، بطولة أمم أوروبا (اليورو)، دوري الأمم الأوروبية). إسبانيا هي واحدة من دولتين فقط فازتا بكأس العالم للرجال وكأس العالم للسيدات ( الدولة الأخرى هي ألمانيا).

## تاريخ المنتخب

### نبذة تاريخية
تأسس الإتحاد الإسباني لكرة القدم في عام 1904، وانضم إلى الفيفا في عام 1913، وكان من الاتحادات المؤسسة للاتحاد القاري للعبة يويفا سنة 1954.
تشكل أول منتخب لكي يمثل إسبانيا في رياضة كرة القدم بدورة الألعاب الأولمبية الصيفية 1920 بأنتويرب البلجيكية، ومنذ ذلك الحين سيعرف باسم الغضب الإسباني (La Furia Española)، في مفارقة تاريخية استحضرت الموروث العسكري الإسباني، حين قاد جنود إسبان ثورة أدت إلى سقوط أنتويرب، وقد كاد المنتخب الإسباني حينها من إسقاط كل خصومه في دورة أنتويرب، لولا هزيمته أمام بلجيكا واكتفائه بالميدالية الفضية. في وقت لاحق اطلقت الصحافة الإيطالية تسمية الغضب الأحمر (La Furia Roja) على المنتخب الإسباني، وفي نهاية الأمر اختصرت التسمية في لاروخا (La Roja) أي الفريق ذو القمصان الحمراء، كما جاء على لسان المدرب لويس أراغونيس الذي أشرف على دكة المنتخب من 2004 إلى 2008. كذلك يشتهر المنتخب الإسباني بلقب الماتادور نسبة إلى رياضة مصارعة الثيران ذات الشعبية الكبيرة في إسبانيا.
شارك المنتخب الإسباني في بطولة كأس العالم ستة عشر مرة، تأهل لكأس العالم لكرة القدم أول مرة في عام 1934. منعت الحرب الأهلية الإسبانية والحرب العالمية الثانية إسبانيا من لعب أي مباريات تنافسية بين كأس العالم 1934 وتصفيات نسخة 1950. وفي نهائيات 1950 في البرازيل، تصدروا مجموعتهم للتأهل إلى الدور النهائي، ثم احتلوا المركز الرابع. استضافت إسبانيا البطولة مرة واحدة سنة 1982، وحققت أفضل إنجاز حين فازت باللقب سنة 2010 تحت قيادة المدرب فيسنتي ديل بوسكي، وبفضل هدف أندريس إنييستا في شباك المنتخب الهولندي. وقد غابت إسبانيا عن بطولة كأس العالم في ست مناسبات، آخر مناسبة هي كأس العالم 1974.
كما شارك المنتخب الإسباني في بطولة أمم أوروبا عشر مرات، ومنذ المشاركة الأولى سنة 1964 التي لعبت على الأراضي الإسبانية تمكن من إحراز اللقب الأول له، وأضاف إلى خزائنه لقبين آخرين متتاليين سنتي 2008 و2012 في إنجاز لم يسبقه إليه أي منتخب أوروبي.
في الألعاب الأولمبية تمكن المنتخب الإسباني لكرة القدم من حصد الميدالية الفضية في أول مشاركاته بدورة 1920، وبعد تغيير قوانين مشاركة منتخبات كرة القدم في دورات الألعاب الأولمبية تمكنت إسبانيا من حصد الميدالية الذهبية في دورة برشلونة 1992، وفي الألفية الجديدة حصد الميدالية الفضية في دورة سيدني 2000 ، والميدالية الفضية في دورة طوكيو 2020.

### العقود المبكرة (1920–1948)

#### البدايات والنجاح الأول

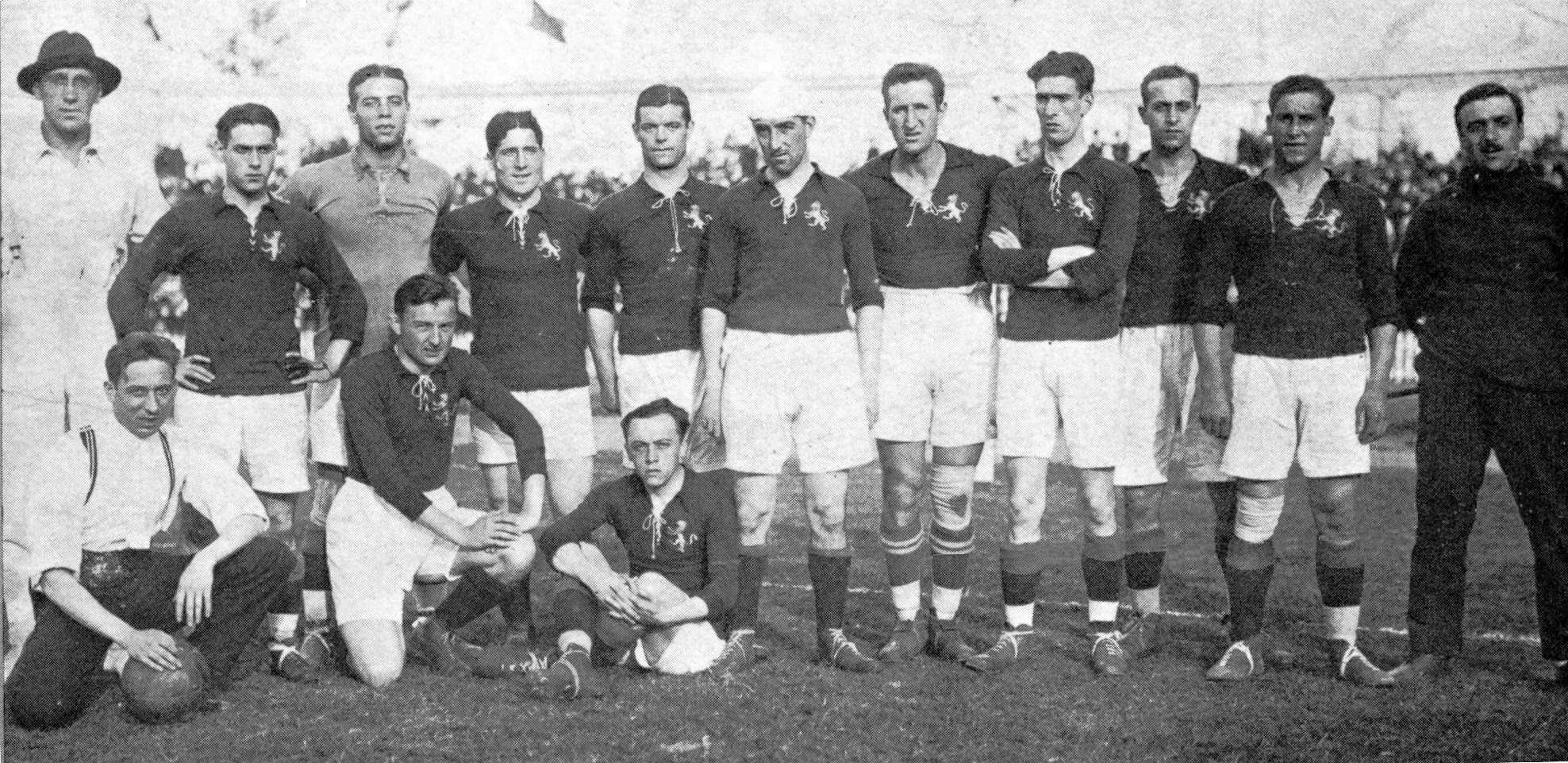
المنتخب الإسباني في مواجهته منتخب بلجيكا في الألعاب الأولمبية الصيفية 1920.

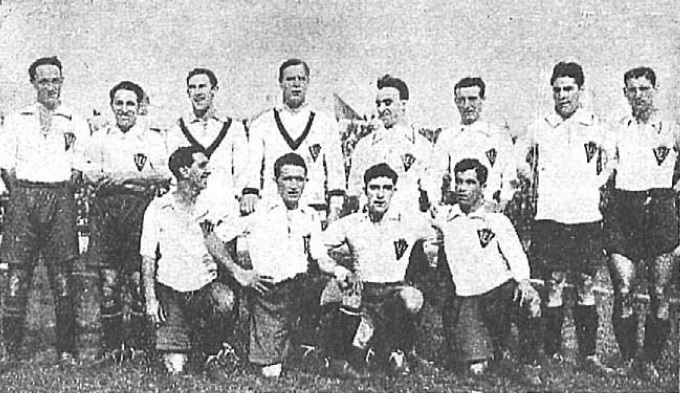
منتخب إسبانيا - 17 مارس 1929.

أول بطولة رسمية شاركت فيها إسبانيا كانت في 1920 وكانت في دورة الألعاب الأولمبية وقد حققت إسبانيا الميدالية الفضية في تلك البطولة. كانت أول مباراة لإسبانيا على أرض إسبانيا فازت بنتيجة 2-0 على بلجيكا، في بلباو. إسبانيا أصبحت أول فريق ليس فريق بريطاني يغلب إنجلترا، عندما تغلبت على إنجلترا بنتيجة 4-3 في مباراة ودية في مدريد في 1929.
على الرغم من ذلك إسبانيا لم تدخل كأس العالم لكرة القدم 1930. ولكن بعد أربع سنوات تأهلت إسبانيا إلى كأس العالم لكرة القدم 1934 المقام في إيطاليا. وقد تأهلت إلى الدور الربع النهائي مع إيطاليا انتهى الوقت الأصلي بالتعادل 1-1. وأُعيدت حسب القواعد المباراةُ، فازت إيطاليا 1-0، الحرب الأهلية الإسبانية بالإضافة إلى الحرب العالمية الثانية منعت إسبانيا من لعب أي مباراة أخرى حتى عام 1950. وفي كأس العالم 1950 وقعت إسبانيا مع إنجلترا وتشيلي والولايات المتحدة وتصدرت إسبانيا المجموعة.

### إسبانيا في عصر المدرب خوسيه فيلالونغا وبطولة أمم أوروبا
في عام 1962 عُيِّنَ المدرب خوسيه فيلالونغا مدرباً للمنتخب الإسباني، تأهلت إسبانيا إلى كأس العالم لكرة القدم 1962 لكن خرجت من الدور الأول في المجموعة التي تعتبر الأصعب في كأس العالم لكرة القدم حيث تواجد كل من البرازيل وتشيكوسلوفاكيا والمكسيك، فقد خسرت من تشيكوسلوفاكيا والبرازيل، وتغلبت على المكسيك، وبعد عامين من كأس العالم لكرة القدم 1962، إسبانيا استضافت كأس الأمم الأوروبية لكرة القدم 1964، اشتملت التشكيلة في ذلك الوقت على لاعبين من يُعَدُّون من أبرز اللاعبين في تاريخ المنتخب الإسباني، وهم: لويس سواريز، فرانشيسكو خينتو جوسيب فوستي. وفي تلك البطولة، ضمت مجموعة إسبانيا: رومانيا وأيرلندا الشمالية. تغلبت إسبانيا على رومانيا بنتيجة 2-1، وتعادلت مع إيرلندا الشمالية، بعد ذلك أمام إيرلندا في الربع نهائي فازت إسبانيا وتأهلت إلى الدور نصف النهائي، وفي الدور نصف النهائي تغلبت إسبانيا على المنتخب الهنغاري بنتيجة 2-1 في المباراة التي انتهت بالأشواط الإضافية، وفي النهائي تواجه المنتخب الإسباني مع الإتحاد السوفيتي أمام 79,000 متفرج في استاد سانتياغو برنابيو.
خيسوس ماريا بريدا وضع إسبانيا في المقدمة بعد إحرازه الهدف الأول لإسبانيا بعد ست دقائق فقط من بداية المباراة، ولكن الإتحاد السوفيتي عادل النتيجة بعد دقائق محدودة عن طريق اللاعب غاليمزيان خوساينوف عن طريق ضربة حرة. مارسيلينو مارتينيز سجل الهدف الثاني لإسبانيا في آخر دقائق المباراة لتنتهي المباراة بفوز إسبانيا بنتيجة 2-1 الفوز الذي يعتبر انتقاما لما حدث في كأس العالم لكرة القدم 1962، وبهذا تحصل على أول لقب أوروبي، وكان الفوز بهذا اللقب الرئيسي هو الوحيد لإسبانيا لمدة 44 عامًا. وبعد الفوز ببطولة كأس الأمم الأوروبية لكرة القدم 1964 تأهلت إسبانيا مباشرة إلى كأس العالم لكرة القدم 1966 في انجلترا. وحاول المدرب خوسيه فيلالونغا الإبقاء على نفس التشكيلة وعلى نفس طريقة اللعب التي لعب بها في كأس الأمم الأوروبية لكرة القدم 1964. غير أن إسبانيا فشلت في تخطي الدور الأول، فقد خسرت من ألمانيا الغربية والأرجنتين وسويسرا.

### إسبانيا نهاية السبعينات وبداية الثمانينات
إسبانيا في كأس الأمم الأوروبية لكرة القدم 1976، التي قدمت أداءً مهزوزاً في التصفيات، ولكن رغم ذلك فإن الإسبان تخطوا دور المجموعات من البطولة، التي تضمنت رومانيا، إسكتلندا والدنمارك. ولكن في الدور ربع النهائي واجه منتخب إسبانيا نظيره منتخب ألمانيا الغربية المهيمنة في ذلك الوقت وخسرت 3-1 في مجموع المباريات. إسبانيا لعبت في التصفيات المؤهلة لـكأس العالم لكرة القدم 1978 في مجموعة من يوغسلافيا ورومانيا، أمام يوغسلافيا فازت إسبانيا في الذهاب والإياب، وخسرت أمام رومانيا في بوخارست فقط. في نهائيات كأس العالم لكرة القدم وقعت إسبانيا في المجموعة الثالثة مع البرازيل، السويد والنمسا. وبدأت إسبانيا في المباراة الأولى أمام النمسا وخسرت بنتيجة 1-2. ولكن أبقت إسبانيا على آمالها بالبقاء في كأس العالم لكرة القدم بالتعادل أمام البرازيل في المباراة الثانية 0-0 والفوز على السويد 1-0، لكن ذلك لم يشفع لها في تخطي دور المجموعات، تأهلت إسبانيا إلى كأس الأمم الأوروبية لكرة القدم 1980 بعد تخطي كل من قبرص، يوغسلافيا، اليونان ورومانيا في التصفيات المؤهلة للبطولة. وفي نهائيات كأس الأمم الأوروبية لكرة القدم 1980 وقعت إسبانيا في المجموعة B، بجانب كل من إنجلترا، إيطاليا وبلجيكا ولكن إسبانيا خرجت مرة أخرى من دون أن تصل إلى دور ربع النهائي، فلم تحصل إلا على نقطة واحدة من إيطاليا.

### كأس العالم 1982 في إسبانيا
اختيرت إسبانيا لكي تكون البلد المضيف إلى نهائيات كأس العالم لكرة القدم 1982، وكانت هذه البطولة مميزة عن بقية البطولات بتواجد 24 منتخباً، كانت التوقعات لصالح إسبانيا، كونها البلد المضيف وتحت قيادة المدرب الأوروغواياني خوسيه سانتاماريا، وفي نهائيات كأس العالم 1982 وقعت إسبانيا في المجموعة الخامسة، التي تضمنت كل من: أيرلندا الشمالية، يوغوسلافيا، وهندوراس، وفي اليوم الأول من المنافسة واجه منتخب إسبانيا نظيره منتخب هندوراس - الذي يعتبر الأضعف في المجموعة -، ولكن انتهت المباراة بالتعادل بنتيجة 1-1. ولكن إسبانيا عوضت بذلك بالفوز على يوغوسلافيا بنتيجة 2-1. أما في المباراة الثالثة أمام أيرلندا الشمالية فقد خسرت 0-1، وبالرغم من هذه الخسارة إلا أن إسبانيا انتقلت إلى الدور الثاني، حيث وقعت في مجموعة مع إنجلترا وألمانيا الغربية. هُزم منتخب إسبانيا من قٍبل منتخب ألمانيا الغربية الغربية، وتعادلت مع إنجلترا، وسببت خيبة أمل كبيرة اجتاحت البلاد، وأُقِيل المدرب خوسيه سانتاماريا.

### بطولة أمم أوروبا 1984
بعد الحملة والأداء المخيب للآمال في كأس العالم لكرة القدم 1982 على أرضها، يأست إسبانيا مِن أن تكون أحد المنتخبات الكبيرة في كرة القدم، مدرب ريال مدريد السابق ميغيل مونوز، المدرب الذي درب إسبانيا في 1969، عـاد مجددًا إلى تدريب المنتخب الوطني، وتحت قيادة ميغيل مونيوز تصدرت إسبانيا المجموعة السابعة في تصفيات كأس الأمم الأوروبية لكرة القدم 1984، المجموعة التي تضمنت، هولندا، إيسلندا وجمهورية إيرلندا ومالطا. إسبانيا تخطت مرحلة التصفيات تخطيًا غير متوقع حيث تصدرت المجموعة وبتواجد هولندا التي تعتبر أقوى الفرق آنذاك، وفي نهائيات كأس الأمم الأوروبية لكرة القدم 1984، راهن البعض على أن إسبانيا سوف تحقق البطولة لتواجد عدد من اللاعبين المميزين آنذاك.
وقعت إسبانيا في المجموعة B، فيها كل من البرتغال وألمانيا الغربية ورومانيا، في المباراة الأولى تعادلت إسبانيا مع رومانيا بنتيجة 1-1، وفي المباراة الثانية أيضا تعادلت إسبانيا مع البرتغال بنتيجة 1-1، أما في المباراة الثالثة فقد أعلنت إسبانيا عن تصدرها للمجموعة بالتغلب على ألمانيا الغربية، بنتيجة 1-0 انتقاماً للهزيمة التي تعرضت لها إسبانيا قبل عامين. وفي نصف النهائي واجه منتخب إسبانيا منتخب الدنمارك التي كانت (الحصان الأسود) في تلك البطولة. انتهى الوقت الأصلي والإضافي بنتيجة 1-1، وفازت إسبانيا في ركلات الترجيح بنتيجة 5-4، إسبانيا خالفت كل التوقعات ووصلت إلى النهائي لمواجهة المستضيف منتخب فرنسا بقيادة ميشيل بلاتيني قائد المنتخب الفرنسي. وفي مباراة نهائي كأس الأمم الأوروبية لكرة القدم 1984 تغلب منتخب فرنسا على منتخب إسبانيا بنتيجة 2-0.

### بطولة كأس العالم 1986
وبناء على المستوى والأداء الممتاز الذي قدمته إسبانيا، أُبقي على المدرب ميغيل مونيوز، وساعد ذلك في تأهل إسبانيا بكل سهولة إلى كأس العالم لكرة القدم 1986 في المكسيك، إسبانيا تأهلت بعد أن تصدرت المجموعة السابعة من تصفيات كأس العالم لكرة القدم 1986، وتضمنت المجموعة كل من اسكتلندا، ويلز وإيسلندا، مونيزو اختار تشكيلة مزجت بين اللاعبين المخضرم والجديد. وقعت إسبانيا في كأس العالم لكرة القدم 1986 في المجموعة التي تتكون من: البرازيل، الجزائر وإيرلندا الشمالية. وبدأت إسبانيا البطولة بخسارة من البرازيل بنتيجة 1-0. ولكن بعد ذلك تغلبت إسبانيا على إيرلندا الشمالية 2-1، وتغلبت على الجزائر 3-0، وتأهلت إلى الدور الثاني.
وقعت إسبانيا في الدور الثاني مع الدنمارك التي فازت في الثلاث مباريات ضمن دور المجموعات. ولكن حدثت مباراة من أغرب المباريات في كأس العالم، حيث تغلبت إسبانيا على الدنمارك بنتيجة ثقيلة وهي 5-1، سجل إيمليو بوتريغنيو أربعة أهداف. وفي دور ربع النهائي واجهت إسبانيا بلجيكا التي تغلبت على الإتحاد السوفيتي في الدور الثاني بنتيجة 4-3. انتهت الـ 90 دقيقة بين إسبانيا وبلجيكا بالتعادل 1-1، وأيضًا انتهى الوقت الإضافي من دون تسجيل أهداف، فازت بلجيكا بضربات الجزاء 5-4، وأخرجت إسبانيا من كأس العالم لكرة القدم 1986. وعلى الرغم من الخروج من هذه البطولة من الدور ربع النهائي، إلا أن سجل إسبانيا هذا العام يعتبر الأفضل حتى عام 2012.

### بطولة أمم أوروبا 1988
أُبقي على المدرب مونيوز لكأس الأمم الأوروبية لكرة القدم 1988 في ألمانيا. وفي التصفيات المؤهلة للبطولة تصدرت إسبانيا في مجموعتها التي تضمنت كل من النمسا ورومانيا وألبانيا، وفي نهائيات كأس الأمم الأوروبية لكرة القدم 1988 وقعت إسبانيا في مجموعة تضمنت ألمانيا الغربية وإيطاليا والدنمارك. وفي المباراة الأولى فازت إسبانيا على الدنمارك بنتيجة 3-2. ولكن تعرضت إلى خسارة من إيطاليا بنتيجة 2-0 وإلى خسارة من ألمانيا الغربية بنتيجة 1-0 وخرجت من البطولة.

### إسبانيا من 1990 إلى 1992
إسبانيا تتطلع إلى فتح صفحة جديدة في التسعينيات، وتعويض العروض السيئة التي قدمتها في بطولة كأس الأمم الأوروبية لكرة القدم 1988 والخروج من دور المجموعات. فكان أمامها بطولة كأس العالم لكرة القدم 1990 في إيطاليا، في عام 1990 عُيّن المدرب لويس سواريز ميرامونتيس مدربًا لإسبانيا، الذي بدوره قام باختيار عدد من الوجوه الجديدة من اللاعبين والأبرز هم: مانويل خيمينيز، خينار أندرنوا ومارتين فاثكيث. إسبانيا تخطت تصفيات كأس العالم لكرة القدم 1990 من المجموعة التي تضمنت: جمهورية إيرلندا، إيرلندا الشمالية، المجر ومالطا، وقد كان مستوى إسبانيا مميزًا قبل الذهاب إلى كأس العالم 1990، حيث لم تتعرض للخسارة لا في التصفيات ولا في المباريات الودية.
وفي نهائيات كأس العالم لكرة القدم 1990، وقعت إسبانيا في المجموعة الخامسة مع كل من بلجيكا، كوريا الجنوبية والأوروغواي، وبدأت إسبانيا في المباراة الأولى بالتعادل السلبي 0-0 مع منتخب الأوروغواي. ولكن إسبانيا أمام منتخب كوريا الجنوبية فازت بنتيجة 3-1، وأيضًا تمكنت من الفوز على بلجيكا بنتيجة 2-1، ولكن في الدور الثاني فقد واجه منتخب إسبانيا عقبة منتخب يوغسلافيا وخيبت الآمال مجددًا بالخروج. والخروج من كأس العالم كان صدمة وخيبة أمل للمشجع الإسباني بعد الأداء المميز والوصول إلى الدور ربع نهائي في كأس العالم لكرة القدم 1986، وخيبة أمل جديدة لإسبانيا عند تعين المدرب فيسنتي مييرا تمثلت في عدم التأهل لكأس الأمم الأوروبية لكرة القدم 1992، بعدما احتلت المركز الثالث في التصفيات المؤهلة للبطولة خلف كل من فرنسا ويوغسلافيا. ولكن رغم خيبة الأمل هذه، فقد حصلت إسبانيا على الميدالية الذهبية مع المدرب فيسنتي مييرا، في دورة الألعاب الأولمبية 1992 في مدينة برشلونة.

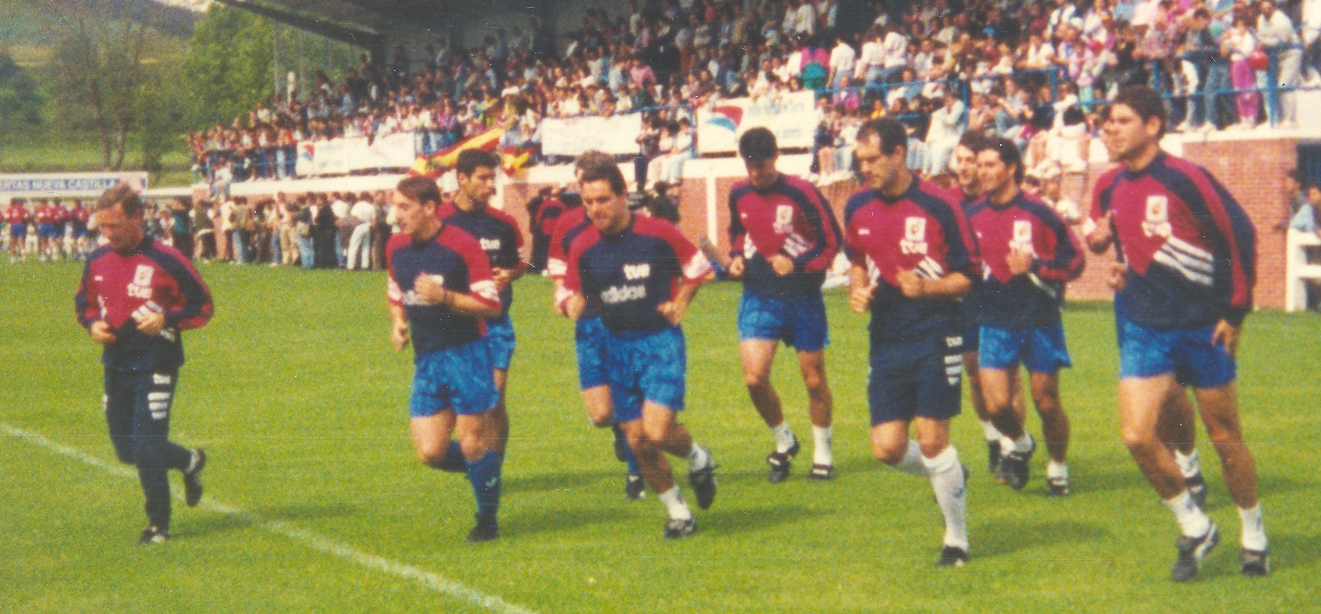

### بطولة كأس العالم 1994
عُين المدرب الإسباني خافيير كليمنتي مدربًا لإسبانيا في عام 1992 آملين في تحقيق بطولة دولية. وهذه المرة الاختبار لإسبانيا بين الدول الكبار سوف يكون في بطولة كأس العالم لكرة القدم 1994، في تصفيات بطولة كأس العالم لكرة القدم 1994 تأهلت إسبانيا بعد تقديم أداء جيد، حيث تأهلت من مجموعتها برصيد 19 نقطة من 12 مباراة، ولديها 23 هدف، وكان تصنيفها أوربياً هو الخامس. وفي نهائيات بطولة كأس العالم لكرة القدم 1994 وقعت إسبانيا في المجموعة الثالثة بجانب كل من: ألمانيا، بوليفيا وجمهورية كوريا. وكـان المتوقع تأهل الأسبان إلى الدور الثاني بسهولة إلى جانب ألمانيا. وفي المباراة الأولى تعادلت إسبانيا أمام كوريا بنتيجة 2-2، وبعد ثلاثة أيام في المباراة الثانية لعبت إسبانيا مع ألمانيا وتعادلت بنتيجة 1-1، ولكن في المباراة الثانية تغلبت إسبانيا على منتخب بوليفيا بنتيجة 3-1. وتأهلت إلى الدور الثاني، إسبانيا واصلت تألقها بالفوز على سويسرا 3-0. وبعد التأهل إلى الدور ربع النهائي واجهت إسبانيا إيطاليا، وفي هذه المباراة تعرض اللاعب الإيطالي ماورو تاسوتي بعنف على اللاعب الإسباني لويس أنريكه، حيث ضربه على أنفه وكسره وأجبره على الخروج من اللعب للعلاج. وانتهت المباراة بفوز إيطاليا بنتيجة 2-1. مشوار إسبانيا في بطولة بطولة كأس العالم لكرة القدم 1994 يعتبر من أفضل المستويات التي قدمتها إسبانيا، على الرغم من خيبة الأمل التي تلازم إسبانيا وهي عدم اجتياز الدور ربع النهائي.

### بطولة أمم أوروبا 1996
بعد الأداء المخيب للآمال في بطولة كأس العالم لكرة القدم 1994، أمل كليمنتي في إرضاء الجماهير الأسبانية وذلك من خلال تقديم أداء جيد في كأس الأمم الأوروبية لكرة القدم 1996 في إنجلترا، وبعد النتائج المبهرة التي حققتها إسبانيا في التصفيات المؤهلة لبطولة أمم أوروبا 1996، أُعتبر أحد الفرق المرشحة لنيل البطولة؛ فمجموعة إسبانيا في التصفيات تألفت من: الدنمارك، بلجيكا، قبرص، مقدونيا وأرمينيا. وفي نهائيات كأس الأمم الأوروبية لكرة القدم 1996 في إنجلترا، وقعت إسبانيا في مجموعة مع فرنسا، رومانيا وبلغاريا. ولكن إسبانيا خيبت التوقعات، فلم تستطع التغلب على بلغاريا في المباراة الأولى التي انتهت بالتعادل 1-1، إسبانيا بعد ذلك أثبتت قوتها في المباراة الثانية عند مقابلة المنتخب المستضيف (فرنسا) في مباراة قوية انتهت بالتعادل أيضًا 1-1. إسبانيا أكدت تواجدها في الدور ربع النهائي بعد الفوز على رومانيا - الذي كان يعد ضعيفًا - بنتيجة 2-1. وفي دور ربع النهائي واجهت إسبانيا منتخب إنجلترا، وكان الحظ واقفاً أمام إسبانيا في تلك المباراة، حيث أُلغي هدفين لإسبانيا ليتم احتسابها، وأيضًا ركلتين جزاء، انتهى الوقت الأصلي والإضافي بالتعادل السلبي، واللجوء إلى ركلات الجزاء، التي خسرت فيها إسبانيا 2-4، وبالتالي الخروج مجدداً من الدور ربع نهائي.

### بطولة كأس العالم 1998
بطولة كأس عالم أخرى للمدرب خافيير كليمنتي كمدرب لإسبانيا وهي بطولة بطولة كأس العالم لكرة القدم 1998 المقامة في فرنسا أيضاً. جعل كلمنتي فريقه يدخل في تدريب مكثف محاولًا في تحقيق نتائج إيجابية، ووضع حـد للخروج المبكر لإسبانيا، وبعد الأداء المخيب لهم في بطولة أمم أوروبا 1996، كليمنتي اختار العديد من الوجوه الجديد مثل: راؤول غونزاليس وفرناندو موريانتس. وكانت الجماهير الإسبانية تنتظر البطولة بفارغ الصبر. على الرغم من تراجع مستوى إسبانيا في التصنيف والذي يعد الأسوأ لإسبانيا قبل دخول كأس العـالم، ففي التصفيات المؤهلة لـبطولة كأس العالم لكرة القدم 1998 هُزمت إسبانيا من الجمهورية التشكية، ومن يوغسلافيا اللتان معها في مجموعة التصفيات. إسبانيا دخلت بطولة كأس العالم لكرة القدم 1998 إلى جانب الـ 14 منتخب أوربي، وإلى جانب الـ 32 منتخب في البطولة، وهي المرة الأولى في كأس العالم بـ 32 منتخب. وفي نهائيات بطولة كأس العالم لكرة القدم 1998، وقعت إسبانيا في المجموعة الرابع التي تضمنت بلغاريا، نيجريا والباراغواي. والتي نظر لها العديد على أنها مجموعة الموت.
وفي المباراة الأولى واجهت إسبانيا منتخب نيجيريا وتقدمت بـ 1-0، انتهى الشوط الأول بنتيجة 2-1 ولكن نيجيريا وبأعجوبة قلبت النتيجة رأساً على عقب، ففي آخر عشرين دقيقة تمكنت نيجريا من تحويل النتيجة إلى صالحها وبنتيجة 3-2، والجزء الذي كان له الدور الكبير في تقدم نيجريا الأخطاء الكبيرة التي قام بها حارس إسبانيا (اندوني زوبيزاريتا). هذه المباراة جعلت كليمنتي - مدرب إسبانيا - يدخل في دوامة الأسئلة والإجابات عليها. أما في المباراة الثانية فقد تحسن مستوى الإسبان، ولكن تعرضوا لخيبة أمل جديدة تمثلت في التعادل مع الباراغواي 0-0، إسبانيا حصدت نقطة واحدة فقط من مباريتين، والآن الإسبان محتاجين إلى الاعتماد على نتيجة مباراة نيجريا والباراغواي، حيث تكون النتيجة تعادل. وفي المباراة الأخيرة ضربت إسبانيا وبقوة منتخب بلغاريا بنتيجة 6-1 على أمل التأهل من هذه النتيجة. ولكن تحطمت الآمال الأسبانية بفوز الباراغواي 3-1 على نيجريا. خرجت إسبانيا من البطولة بأربع نقاط في المركز الثالث خلف نيجريا والباراغواي. ومشوار إسبانيا في كأس العالم هذه يعد من أكثر الحملات المخيبة للآمال.

### بطولة أمم أوروبا 2000
بعد هزيمة إسبانيا من قبرص 2-3 في تصفيات كأس الأمم الأوروبية لكرة القدم 2000، أُقيل كليمنتي، وعُيّن المدرب خوسيه أنتونيو كاماتشو فوراً، وسرعان ما حول كماتشو الفريق إلى فريق رائع، حيث فازت إسبانيا مرتين بنتيجة 9-0، الأولى أمام النمسا والثانية أمام سان مارينو، ومرة أخرى الجماهير الإسبانية تعلق الآمال على المدرب الجديد، واللاعبين الشباب أيضا أمثال: راؤول غونزاليس، فرناندو موريانتس، خوان كارلوس فاليرون، ميشيل سالغادو، إسبانيا مرة أخرى عُدت إحدى المنتخبات المرشحة لكسب البطولة. وفي نهائيات كأس الأمم الأوروبية لكرة القدم 2000، إسبانيا وقعت في المجموعة الثالثة بجانب سلوفينيا، النرويج ويوغسلافيا، وكما هو معتاد إسبانيا تبدأ بخيبة أمل، فقد خسرت من النرويج بنتيجة 0-1. ولكن إسبانيا عادت من جديد إلى البطولة بالفوز على سلوفينيا 2-1.
وفي المباراة الأخير لها في المجموعة كانت على الأعصاب. فقد واجهت إسبانيا يوغسلافيا في المباراة الثالثة، وبدأت بزيادة العصبية لدى الأسبان بتلقي هدف من يوغسلافيا. ولكن في الدقيقة 38 ألفونسو بيريز عاد المباراة إلى أجواءها. وانتهى الشوط الأول على هذا الحال. وبعد مدة ليست بطويلة من بداية الشوط الثاني تقدم اليوغسلافيون مجددًا، ولكن إسبانيا عادلت النتيجة مجددًا بعد وقت قصير جدًا بواسطة بيدرو مونيتس. ولكن مرة أخرى يوغسلافيا تتقدم بهدف في الدقيقة 75. 15 دقيقة ظلت إسبانيا باحثة عن التعادل، ولكن في الدقيقة 90 حصلت إسبانيا على ما أرادت، عندما سجل منديتا هدف بركلة جزاء، وفي الثواني الأخير من الوقت بدل الضائع، سجلت إسبانيا الهدف الرابع المدهش بقدم ألفونسو والفوز 4-3.
إسبانيا تصدرت المجموعة الثالثة، وعبرت إلى الدور الربع نهائي لمواجهة فرنسا بطل كأس العالم لكرة القدم 1998. وبعد الفوز المثير على يوغسلافيا، إسبانيا كانت واثقة من الصدمة التي سوف تتلقاها من بطل كأس العالم. وبدأ اللقاء بحماس كبير، وانتهى الشوط الأول بتقدم فرنسا 2-1. وفي نهاية الشوط الثاني حصلت إسبانيا على ركلة جزاء، وتولى مهمة هذه الركلة راؤول، الذي لم يقم بدوره على أكمل وجه حيث سددها «برعونة» فوق العارضة، وبعد ذلك خرجت إسبانيا مجددًا ولم تستطع أن ترضي جماهيرها في عدم تخطي دور ربع النهائي الذي يشكل عقدة لإسبانيا في الآونة الأخيرة.

### بطولة كأس العالم 2002
إسبانيا ومن جديد، تأمل في تحقيق عروض جيدة هذه المرة في بطولة كأس العالم لكرة القدم 2002 المقام في كوريا الجنوبية واليابان، وقعت إسبانيا في مجموعة سهلة نسبيًا في التصفيات المؤهلة لكأس العالم، كما كان متوقعًا تصدرت، إسبانيا هذه المجموعة التي تضمنت: النمسا، إسرائيل، البوسنة والهرسك، ليختنشتاين.
وتحت قيادة المدرب الإسباني خوسيه أنطونيو كماتشو الذي كان يأمل أن تستفيد إسبانيا من أخطاءها، في كأس العالم الماضية والتي أقيمت في فرنسا، وكان يتمنى الأسبان أن يكونوا محظوظين هذه المرة، ولكن سوء الحظ كان واقفًا أمامهم، حيث أصيب الحارس الأساسي لإسبانيا (سانتياغو كانيزاريس) قبل بداية البطولة بقليل. حيث قرر المدرب بعد ذلك، إشراك ذو الواحد والعشرين عام (إيكر كاسياس)، وفي نهائيات بطولة كأس العالم لكرة القدم 2002، وقعت إسبانيا في المجموعة الثانية (المجموعة B) كانت المجموعة جيدة نوعا ما، حيث كان بجانب إسبانيا: الأوروغواي، جنوب إفريقيا، وسلوفينيا. ساعد مهاجمي ريال مدريد راؤول وموريانتس في فوز الأسبان في جميع مباريات المجموعة حيث سجل راؤول 3 أهداف، وموريانتس هدفين.
في المباراة الأولى وأمام سلوفينيا فازت إسبانيا بنتيجة 3-1، وسجل الأهداف كل من راؤول وفاليرون وهيرو. وفي المباراة الثانية أيضًا كان الفوز بنتيجة 3-1 أمام الباراغواي، حيث قلب المنتخب الإسباني، النتيجة بعد أن تقدمت الباراغواي في الشوط الأول. وسجل أهداف إسبانيا: فرناندو موريانتس (2)، وهييرو هدف واحد، وأيضًا فازت إسبانيا بثلاثية ولكن هذه المرة استقبلت هدفين (3-2) أمام جنوب إفريقيا، وسجل الأهداف: راؤول (2) ومنديتا. وبالفوز في جميع مباريات المجموعة، هي المرة الثانية لإسبانيا في المجموعات منذ بطولة كأس العالم لكرة القدم 1950، التي احتلت فيه إسبانيا المركز الرابع.
وفي الدور الثاني، وقعت إسبانيا أمام جمهورية إيرلندا، وفي وقت مبكر من المباراة أحرز فرناندو موريانتس لإسبانيا هدف التقدم، وقد احتسب الحكم في الدقيقة 62 ركلة جزاء لإيرلندا لكن إيكر كاسياس تصدى لها، وفي الوقت بدل الضائع أوقع فرناندو هييرو روبي كين في منطقة الجزاء واحتسب الحكم ركلة جزاء ثانية نفذها روبي كين بنجاح، لينتهي الوقت الأصلي بالتعادل 1-1. وانتهت بعد ذلك الوقت الإضافي، ليذهبوا لركلات الترجيح، وبصورة غير متوقعة بقي لدى الإسبان تسعة لاعبين فقط، بسبب إصابة البعض، وعدم وجود تبديلات لدى المدرب. ولكن إسبانيا أثبت جدارتها وصلابتها، حيث تصدى الشاب إيكر كاسياس إلى ثلاث ركلات جزاء لتنتهي ركلات الجزاء بنتيجة 3-2 لإسبانيا.
وفي مباراة الربع النهائي واجهت إسبانيا البلد المستضيف، جمهورية كوريا (التي أخرجت المنتخب الإيطالي). وقد كانت ثقة الجماهير الإسبانية كبيرة جداً هذه المرة بالوصول إلى دور الثمانية. وفي مباراة اتسمت بعدم وجود الأهداف طوال 120 دقيقة (الوقت الأصلي + الإضافي) حيث ألغى الحكم هدفاً صحيحاً للإسباني فرناندو موريانتس، حيث أوضح الحكم المساعد أن الكرة خرجت خارج الملعب، على الرغم من أن الإعادة أثبتت أن الكرة كانت داخل الملعب، وبذلك وصلت المباراة إلى ركلات الجزاء، الجانبين سجلا ثلاث ركلات، وبعد ذلك جاء الكابوس عندما صد حارس كوريا ركلة الجزاء التي نفذها خواكين، وسجلت كوريا بعد ذلك لتخرج إسبانيا من بطولة كأس العالم لكرة القدم 2002. حيث مثل الخروج صدمة، وإثارة الجدل حول الخروج الغير عادل.

### بطولة أمم أوروبا 2004
إسبانيا وبقيادة المدرب إيناكي سايز، احتلت المركز الثاني في مجموعتها خلف اليونان في التصفيات المؤهلة لبطولة الأمم الأوربية 2004 المقامة في البرتغال، ولكن ثاني المجموعة لا يتأهل مباشرة إلى بطولة الأمم الأوربية، بل يجب عليه أن يقابل ثاني أحد المجموعات الأخرى ذهابًا وإيابًا، فواجهت إسبانيا النرويج، فتخطتها بكل سهولة بالفوز في كلتا المبارتين، في المباراة الأولى فازت إسبانيا بنتيجة 2-1 في فالنسيا (إسبانيا) أما في المباراة الثانية فكان فوز عريض بنتيجة 3-0 في أوسلو (النرويج). وبهذا تأهلت إسبانيا إلى اليورو.
وفي نهائيات كأس الأمم الأوروبية لكرة القدم 2004، وقعت إسبانيا في مجموعة قوية نوعًا ما، حيث تضمنت كل من البرتغال، اليونان وروسيا. وصف الإعلام في كأس الأمم الأوروبية لكرة القدم 2004 المنتخب الإسباني بالقوي، وقد ضم المدرب إناكي سيايز وجوه جديدة لإسبانيا، مثل فرناندو توريس وتشابي ألونسو. وقد كان الإسبان يأملون مرة أخرة في تحقيق إنجاز ثاني يحسب لهم، وفي المباراة الأولى فازت إسبانيا على روسيا 1-0 بإمضاء خوان كارلوس فاليرون، الذي سجل الهدف منذ أول لسمة له في تلك المباراة كاد الإسبان أن يضاعفو النتيجة، حيث ألغي هدف لإكسابي ألونسو بداعي أنه أوقف الكرة بيده، وأيضًا الركلة الحرة من خوسيبا اتشيبيريا التي كانت قريبة من المنطقة، وبعد أربعة أيام من هذه المباراة واجهت إسبانيا اليونان في المباراة الثانية، فقد تقدم الإسبان في الشوط الأول من المباراة بواسطة فرناندو موريانتس، بعدما أرسل له راؤول كرة رائعة بكعب القدم. ولكن اليونان عادلت النتيجة، فانتهت المباراة بنتيجة 1-1. وفي المباراة الثالثة والأخيرة لإسبانيا في المجموعة واجهت إسبانيا جارتها البرتغال، وكان لابد من التعادل أو الفوز للوصول إلى دور الربع النهائي، ولكن بعد هدف نونو غوميز وإضاعة الفرص الكثيرة جعل آمال الإسبان تتلاشى في تخطي دور المجموعات، وبالرغم من أن اليونان خسر من روسيا بنتيجة 2-1 إلا أنهم تأهلو على حساب إسبانيا بفارق الأهداف. وقد وصل البرتغال واليونان إلى نهائي كأس الأمم الأوروبية لكرة القدم 2004، الفريقان اللذان وقعا في إسبانيا مع مجموعة وقد حققت اليونان البطولة، وهي أيضًا التي وقعت مع إسبانيا في تصفيات اليورو أيضًا. وبعد هذه البطولة المخيبة للجماهير الإسبانية أُقيل إيناكي سايز بعد البطولة بأسابيع، وقد اختير المدرب لويس أراغونيس.

### بطولة كأس العالم 2006
إسبانيا وتحت قيادة المدرب لويس أراغونيس، كافحت طوال التصفيات المؤهلة بطولة كأس العالم لكرة القدم 2006، وبقوة للوصول إلى كأس العالم، حيث وقعت إسبانيا في المجموعة السابعة والتي تعتبر صعبة نوعا ما، فقد تضمنت المجموعة: صربيا والجبل الأسود، بلجيكا، البوسنة والهرسك، ليتوانيا، سان مارينو، وفي الترتيب الكلي أصبحت إسبانيا في المركز الثاني خلف صربيا والجبل الأسود، وباحتلال إسبانيا للمركز الثاني فلابد أن تلعب إسبانيا مع ثاني أحدا المجموعات ذهابًا وإيابًا للتأهل لكأس العالم، وقد أوقعت القرعة إسبانيا أمام سلوفاكيا، التي تخطتها إسبانيا وبكل سهولة وبنتيجة 6-2 في مجموع المباراتين، أبدع لويس جارسيا فسجل ثلاثة أهداف من أصل خمسة في المباراة الأولى في إسبانيا، وبعدها سجل توريس، واختتم الخماسية فرناندو موريانتس مقابل هدف واحد لـسلوفاكيا، وفي المباراة الثانية انتهت بالتعادل 1-1 سجل هدف إسبانيا ديفيد فيا. لتتأهل إسبانيا لبطولة كأس العالم لكرة القدم 2006 المُقام في ألمانيا.
وفي نهائيات بطولة كأس العالم لكرة القدم 2006، لم يكن البعض يعطي إسبانيا اعتبارًا أو يحسب لها حساب، بسبب أنها تأهلت في الملحق. وعلى الرغم من ذلك أن إسبانيا كانت تمتلك العديد من الموهوبين، وقعت إسبانيا في المجموعة الثامنة، التي تضمنت السعودية وتونس وأوكرانيا. وفي المباراة الأولى وبكل سهولة فازت إسبانيا بنتيجة كبيرة على أوكرانيا (4-0) وسجل الأهداف: ديفيد فيا هدفين، وتوريس وألونسو هدف. في المباراة الثانية وأمام المنتخب التونسي، تقدمت تونس على إسبانيا بعد ثمان دقائق من بداية المباراة وانتهى الشوط الأول بتقدم تونس، وفي الشوط الثاني وبعد دخول فابريغاس، الذي مرر كرة رائعة لراؤول ليسجل هدف التعادل في الدقيقة 71 وبعده بـ 5 دقائق فقط سجل توريس هدف التقدم لـ إسبانيا، وفي الوقت بدل الضائع جرت إعاقة توريس في منطقة الجزاء ليحتسب الحكم ضربة جزاء الذي نفذها هو وبكل سهولة لتفوز إسبانيا بنتيجة 3-1. وفي المباراة الثالثة وبعد ضمان التأهل إلى الدور الثاني فضل أراجونيس أن يلعب بالتشكيلة الاحتياطية أمام المنتخب السعودي، وقد فازت إسبانيا بنتيجة 1-0 من إمضاء خوانيتو. وقد تأهلت إسبانيا للدور الثاني بتسع نقاط. وفي الدور الثاني وقعت إسبانيا أمام فرنسا، وعلى الرغم من الأداء الرائع والمميز في دور المجموعات، سقط أمام فرنسا بنتيجة 3-1، على الرغم من أن الأسبان تقدموا بواسطة ديفيد فيا بركلة جزاء لتخرج إسبانيا مرة أخرى قبل ما كان متوقع لها، لتخيب مرة أخرى عشاق المنتخب الإسباني، إسبانيا حصلت على جائزة اللعب النظيف في بطولة كأس العالم لكرة القدم 2006، وبجانبها البرازيل أيضاً.

### بطولة أمم أوروبا 2008
إسبانيا بعد ما خيبت الآمال في كأس العالم بخروجها من الدور الثاني، تسعى مرة أخرى لمصالحة جماهير المنتخب الإسباني بتحقيق رضاهم، وفي تصفيات أمم أوروبا 2008 وقعت إسبانيا في المجموعة السادسة، التي تضمنت الفرق التالية: السويد، الدنمارك، إيرلندا الشمالية، لاتيفيا، إيسلندا، ليشتنشتاين. بدأت إسبانيا بداية قوية بالفوز برباعية، نظيفة على ليشتنشتاين، ولكن في المباراة الثانية والثالثة تعرضت إسبانيا لخسارتين متتاليتين من إيرلندا الشمالية، والسويد. وبعد ذلك قام لويس أراغونيس باستبعاد راؤول، وقرر عدم الاستقالة رغم النتائج السيئة. وبعد ذلك أتت الصحوة الإسبانية، بفوز إسبانيا على الدنمارك بنتيجة 2-1 بأقدام مهاجمي فالنسيا فرناندو موريانتس وديفيد فيا. وفي نهاية التصفيات تصدرت إسبانيا المجموعة السادسة. وفي نهائيات كأس الأمم الأوروبية لكرة القدم 2008 المقامة في سويسرا والنمسا، وقعت إسبانيا مع كل من السويد واليونان وروسيا في المجموعة الرابعة، وفي الحقيقة هي نفس مجموعة بطولة كأس الأمم الأوروبية لكرة القدم 2004، فقط تغير فريق واحد وهو السويد الذي حلت محل البرتغال. وفي المباراة الأولى وأمام ما يقارب 30,000 متفرج، واجهت إسبانيا، روسيا التي لم تتنفس في تلك المباراة، حيث بدأ الإسبان المباراة وبكل قوة، فبعد مرور 20 دقيقة افتتح الإسبان التسجيل بواسطة ديفيد فيا، بعد مجهود رائع من توريس، وفي نهاية الشوط الثاني عزز فيا النتيجة للإسبان بعد تمريرة متقنة من إنيستا، وفي الشوط الثاني وفي الدقيقة 75 سجل فيا الهدف الثالث له ولإسبانيا، وفي الدقيقة 86 سجل الروس هدفهم الأول، وفي الوقت بدل الضائع سجل فابريغاس الهدف الرابع لـ إسبانيا لتنتهي المباراة 4-1.
في المباراة الثانية، وأمام السويد، بدأت المباراة متساوية بين الطرفين، وفي الدقيقة 25 تقدم الأسبان بواسطة الرائع فرناندو توريس، ولكن قبل نهاية الشوط الأول عادل السويدين النتيجة، وفي الشوط الثاني توالت الفرص للفريقين، وكأن المباراة سوف تنتهي بالتعادل، إلا أن فيا تلاعب بالدفاع السويدي ليسجل هدف الفوز في الوقت بدل الضائع، لتنتهي المباراة بنتيجة 2-1 فيا تحصل على جائزة أفضل لاعب في المباراة للمرة الثانية بعد ما حصل عليها في مباراة روسيا. وفي المباراة الثالثة وأمام اليونان، قرر لويس أراغونيس إشراك التشكيلة الاحتياطية بما أنه ضمن التأهل للدور الثاني، وفي نهاية الشوط الأول تقدمت اليونان على إسبانيا، وبعد 15 دقيقة من بداية الشوط الثاني، أرسل روبن دي لاريد هدف صاروخي في مرمى اليونان، وقبل نهاية الوقت الأصلي بدقيقتين، سجل غويزا هدف التقدم برأسية رائعة، لتنتهي المباراة بفوز الأسبان، وقد حصل ألونسو على جائزة أفضل لاعب في المباراة، فازت إسبانيا جميع مباريات المجموعة. وفي الدور الثاني (ربع النهائي)، واجهت إسبانيا ثاني المجموعة الثانية وهو المنتخب الإيطالي بطل كأس العالم لكرة القدم 2006. وفي المباراة بدأت المباراة نوعًا ما بتساوي الطرفين، مع بعض التسديدات الخطيرة من الإسبان، وانتهى الشوط الأول على هذا الحال، في الشوط الثاني حاول الأسبان التسجيل، لكن الحظ لم يكن محالفًا لهم، أيضًا قام المنتخب الإيطالي ببعض الهجمات الخطيرة، ولكن حارس إسبانيا إيكر كاسياس كان لها بالمرصاد، لينتهي الوقت الأصلي للمباراة بالتعادل السلبي. وفي الأشواط الإضافية ظهر التعب والإرهاق واضحًا على اللاعبين وأيضًا انتهت بنفس النتيجة، لينتهي الفريقين إلى ركلات الترجيح، وفي ركلات الترجيح تمكن إيكر كاسياس من التصدي إلى ركلتي جزاء، مقابل كرة واحدة ضائعة من إسبانيا، لتنتهي ضربات الترجيح بفوز إسبانيا 4-2 وقد اختير كاسياس أفضل لاعب في المباراة.
وكان هذا الفوز هو الأول لإسبانيا في بطولة رسمية منذ سنة 1920، كما حطم هذا الفوز لعنة تاريخ 22 يونيو في الأعوام السابقة (خسارة من بلجيكا في كأس العالم لكرة القدم 1986, خسارة من إنجلترا في كأس الأمم الأوروبية لكرة القدم 1996، خسارة من كوريا الجنوبية في كأس العالم لكرة القدم 2002)، وفي الدور نصف نهائي واجهت إسبانيا روسيا للمرة الثانية -بعد أن تواجها في دور المجموعات- المنتشية بفوز كبير على هولندا بنتجية 3-1. ومن جديد فازت إسبانيا على روسيا بنتيجة 3-0 وبكل سهولة، الشوط الأول انتهى سلبيًا، ولكن في الدقيقة 50 سجل إكزافي هدف التقدم لـ إسبانيا بعد تمريرة رائعة من إنيستا، وفي الدقيقة 74 سجل غويزا هدف رائع، بعدما تلاعب الإسبان بالروس بتمريرات متقنة جداً، وفي الدقيقة 81 سجل الإسبان الهدف الثالث بواسطة سيلفا. وقد اختير إنيستا كبطل للمباراة، بعد هذا الفوز أعلنت إسبانيا عن تأهلها للمباراة النهاية، حيث آخر مرة تأهلت للنهائي كان في كأس الأمم الأوروبية لكرة القدم 1984. وفي نهائي بطولة أمم أوروبا 2008، وفي ملعب أرنست هابل، وفي تاريخ 29 يونيو، واجهت إسبانيا المنتخب الألماني، الذي تخطى تركيا بصعوبة، وأمام 51,428 متفرج أعلن الحكم الإيطالي روبيرتو روستي عن بداية المباراة، بدأت المباراة بهجمات لكلا الطرفين، وكانت هجمات الألمان خطيرة في البداية، وبعد مرور عشرين دقيقة من بداية المباراة بدأ الإسبان بالهجوم، حيث سدد توريس ضربة قوية رأسه أرتطمت بالقائم، وفي الدقيقة 33 استطاع فرناندو توريس أن يسجل هدف التقدم لـ إسبانيا، بعدما تخطى المدافع الألماني، سدد كرة رائعة وجميلة متقنة، سكنت مرمى ألمانيا، لينتهي الشوط الأول على هذا الحال.
وفي الشوط الثاني توالت الفرص للإسبان الواحدة تلوى الأخرى، ولكن الحظ لم يحالف الإسبان في بعضها والبعض الآخر كانت ضائعة، وسيطرت إسبانيا على معظم مجريات الشوط الثاني، الذي لم يظهر فيه الألمان كثيرا نتيجة تلك السيطرة، وفي الدقائق الأخيرة من المباراة كادت إسبانيا تتقدم بواسطة سيرجيو راموس، الذي سدد ضربة قوية برأسه تمكن من صدها الحارس الألماني. الحكم الإيطالي أعلن عن نهاية المباراة، ليعلن عن تتويج إسبانيا ببطولة أمم أوروبا 2008، للمرة الثانية في تاريخها، بعد ما حققت البطولة قبل 44 عام في بطولة الأمم الأوربية 1964 المقامة في إسبانيا. الكل أجمع من المحللين والمدربين على أن إسبانيا كانت جديرة في الفوز باليورو، لأن إسبانيا كان قد أدت مستوى خيالي نتيجة وأداء، إجمالي أهداف إسبانيا وصل إلى 12 هدف سجل منها ديفيد فيا 4 أهداف ليتوج بهداف اليورو، وقد حصل اتشافي على جائزة أفضل لاعب في البطولة بكل جدارة واستحقاق. إسبانيا أنهت البطولة من دون خسارة، حيث كان آخر فريق حقق ذلك ألمانيا في بطولة أوروبا 1996، أيضًا إسبانيا الفريق الوحيد الذي تصدر المجموعة، وتخطى دور الثمانية (الربع النهائي) حيث كل من البرتغال، كرواتيا، هولندا فقد خرجوا من الدور ربع النهائي، بالإضافة إلى ذلك إسبانيا فازت في جميع مباريات البطولة، حيث كان آخر فريق حقق ذلك، هو فرنسا في بطولة أمم أوروبا 1984، وبهذا الأداء الراقي وتحقيق اليورو والنتائج المميزة؛ استحقت إسبانيا احتلال المركز الأول في التصنيف العالمي لتصنيف الفيفا للمرة الأولى في تاريخ إسبانيا.

### كأس العالم 2010
استلم فيسنتي ديل بوسكي تدريب المنتخب الإسباني، خلفاً لـلويس أراغونيس الذي حقق اليورو، عاقده في الحقيقة الاتحادُ الإسباني قبل بداية كأس الأمم الأوروبية لكرة القدم 2008، ولا يستطيعون التراجع في القرار الذي اتُّخذ. ديل بوسكي الذي يبلي البلاء الحسن مع إسبانيا الآن، حيث فاز في جميع المباريات التي لعبها مع المنتخب الإسباني. بدأت إسبانيا مشوارها في بطولة كأس العالم لكرة القدم 2010 وهي المرشحة الأولى للبطولة متفوقة على البرازيل والأرجنتين ولكن إسبانيا في أول مباراة لها خسرت أمام سويسرا مما أقام الدنيا ولم تقعد ولكن كانت هذه الخسارة لقاح البطولة وسوف نقدم لكم تقرير عن مشوار إسبانيا في بطولة كأس العالم لكرة القدم 2010 من أول مباراة حتى حملت الكأس الغالية.

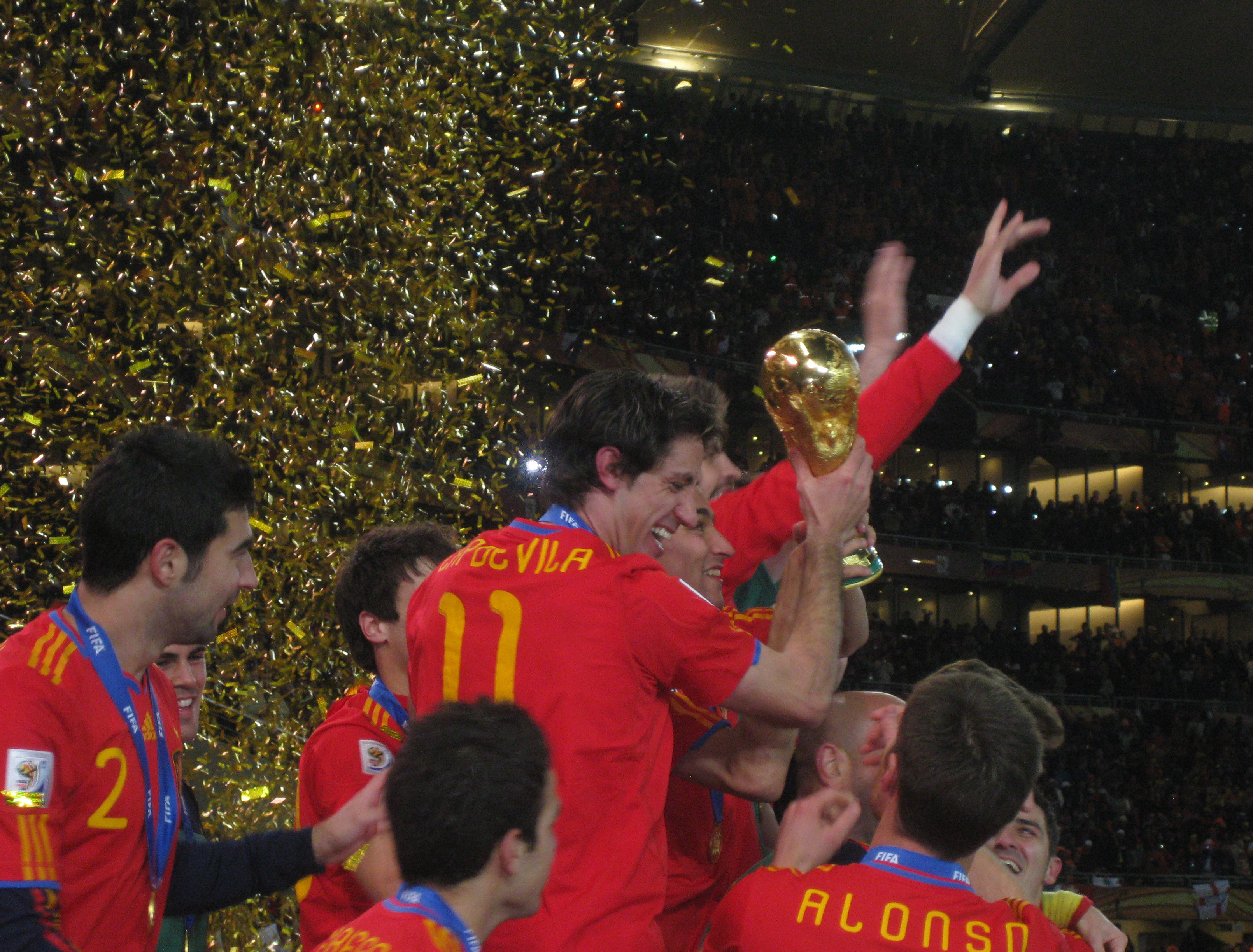
منتخب إسبانيا بطل كأس العالم 2010.

كانت أول مباريات المنتخب الإسباني وهو أول المرشحين للقب، بدأ فيا المباراة بتوغل في الدقيقة 10 ولكن حارس المنتخب السويسري خرج من مرماه ومسك الكرة، وسدد سيلفا كرة قوية في الدقيقة 17، ومن بعدها سدد إنيستا تسديده في الدقيقة 21 ولكن كانت في يد حارس سويسرا، وفي الدقيقة 24 كان بيكيه أمام المرمى بعد مراوغه المدافع لكن حارس سويسرا تصدى للكرة، ومن ثم تصدى كاسياس للكرة للاعب سويسرا في الدقيقة 26، وفي الدقيقة 36 خرج مدافع المنتخب سيندروس بداعي الإصابة، وفي نهاية الشوط أضاع فيا هدف موكد لـ إسبانيا بعد أن كانت الكرة خارج الملعب، مع بداية الشوط الثاني ازداد الضغط على المنتخب الإسباني، لتأتي هجمة مرتدة لسويسرا في الدقيقة 52 ويأتي هدف سويسرا، وفي الدقيقة 60 أضاع فيا هدف بعد أن تصدى حارس سويسرا للكرة، وفي الدقيقة 61 ادخل ديل بوسكي توريس ونافاس بدل بوسكتس وسيلفا، وفي الدقيقة 68 سدد توريس كرة ولكنها خارج الملعب، وفي الدقيقة 70 سدد ألونسو تسديدة صاروخية اصطدمت في العارضة وفي الدقيقة 77 خرج إنيستا ودخل بيدرو، وحاول الإسبان التسجيل لكن دفاع سويسرا كان قوي.
لعبت إسبانيا مع هندوراس وتحت الضغط بعد الهزيمة المرة أمام سويسرا، وكانت المباراة قوية من الإسبان بتواجد الحكم الياباني نيشمورا، بدأت المباراة بتسديدة رائعة من فيا اصطدمت في العارضة في الدقيقة 7، وتلقى أحد لاعبين هندوراس بطاقه صفراء في د 8، وأضاع راموس هدفًا موكد بعد راسيته في الدقيقة 11، وعاد فيا الدقيقة 14 ولكن ليسدد لكن محاولته خارج الملعب، وحاول المنتخب الهندوارسي مباغتة المنتخب الإسباني ببعض الهجمات لكن كاسياس كان موجود، وأتى فيا في الدقيقة 17 بهدف رائع بعد انطلاقه من الجهة اليسرى، وأهدر توريس هدفين محققين في الدقيقة 33 و34، ونال بعدها لاعب هندوراس إنذار لخشونتها على نافاس، ولينتهي الشوط الأول بتقدم إسبانيا، وبعد ست دقائق من الشوط الثاني سجل فيا هدفه الثاني بالمونديال وحاول راموس التسجيل في الدقيقة 52 لكن الكرة كانت عالية، وسيطر المنتخب الإسباني على المباراة، حتى حصل نافاس على ركلة جزاء في الدقيقة 61 وكان فيا من سينفذها ولكن أضاعها لاعب فالنسيا آنذاك، ودخل فابريغاس بدل من تشافي في الدقيقة 64، وكانت أول لمسه لفابريغاس كادت تنتج هدف لكن ضاعت الكرة، وفي الدقيقة 70 دخل ماتا بدل عن توريس وبعدها بدقائق دخل أربيلوا بدل عن راموس، وحاول الإسبان التسجيل هدف ثالث لكن فرصهم بائت بالفشل.
في آخر مباريات إسبانيا في دور المجموعات لعبت أمام تشيلي مباراة مصيرية وكانت تشيلي هي المتصدرة وإسبانيا بحاجه إلى الفوز عليها وبفارق أهداف حتى تتصدر، بدأت المباراة بضغط تشيلي وسرعة في اللعب مقابل صمود أسباني، حتى استغل ديفيد فيا خطأ حارس تشيلي وأسكن الكرة الشباك من بعيد، فتنفس الأسبان الصعداء ومن هجمة أخرى مرر فيا الكرة لـ انييستا الذي وضعها على يسار الحارس، وأضاع الأسبان بعدها فرصا أخرى، وفي الشوط الثاني طُرد لاعب من تشيلي ورغم هذا النقص سجلت تشيلي هدفها الوحيد بعد ارتطام تسديده أحد اللاعبين بأحد مدافعي إسبانيا مما خادع الحارس كاسياس، وأضاع فابريغاس في الدقائق الأخيرة فرصتين ومن ثم بدأ الإسبان في السيطرة على الكرة والاحتفاظ بها حتى انتهت المباراة واستغلوا بذلك تعادل سويسرا مع الهندوراس ليتبوأوا صدارة المجموعة بـ 6 نقاط.
بدأت إسبانيا دور الـ 16 بمقابلة ثاني المجموعة السابعة منتخب البرتغال، المباراة في بدايتها شهدت تفوق إسبانيا من حيث الاستحواذ والسيطرة على وسط الملعب تخللت هذه السيطرة تسديدة خطرة من فرناندو توريس وأكثر من محاوله أخرى لتوريس لم يفلح فيها، بينما كانت خطورة البرتغال في الشوط الأول في الضربات الحرة من رونالدو وكذلك الضربات الركنية، ويمكن القول بأن الشوط الأول كانت خطورته برتغالية بينما الاستحواذ كان إسباني، وفي الشوط الثاني أصبحت إسبانيا فعالة أكثر خصوصاً بعد دخول يورينتي بدلاً من توريس فتحرر فيا بعد أن وجد المساندة من نجم بلباو، فسنحت ليورينتي فرصة ومن ثم تسديدة قويا لفيا بجنب العارضة وبعدها بدقائق قليلة ومن خلال تمريرات بين ألونسو وتشافي وإنييستا ويورينتي تمكن فيا من إحراز هدف المباراة الوحيد، وبعدها أضاع يورينتي فرصة خطرة برأسه ولم تشهد المباراة بعدها أي فرصة تذكر للبرتغال.
مباراة ربع النهائي ودور 8 كان شوطها الأول ممل بسبب التحفظ الزائد من الفريقين فكان منتخب الباراغواي يضغط بشده على منتخب إسبانيا في منتصف الميدان وعانى المنتخب الأسباني من حماسة الباراغواي التي توجت بهدف ألغاه الحكم بسبب التسلل. ومع بداية الشوط الثاني انفجرت المباراة ليكون هذا الشوط أروع شوط في المونديال من دون منازع فهجمة هنا وهجمة هناك، وفي الدقيقة 58 أعلن الحكم ضربة جزاء للبارغواي نجح ايكر كسياس بتصدي لها ببراعة رغم قوتها وبعدها بدقيقة أو أقل بلنتي لإسبانيا وتقدم لها ألونسوا وسجلها ولكن الحكم طلب إعادتها بداعي دخول اللاعبين إلى المنطقة قبل التنفيذ وأعادها الونسوا وأضاعها لتبقى النتيجة 0-0، واستمرت الهجمات هنا وهناك حتى توغل انيستا بطريقة لا يفعلها الا الكبار فقط وتجاوز لاعبين ومرر الكرة إلى بيدرو الذي سددها وضربت العارضة وارتدت ثم سددها فيا لتضرب القائم أيضا وترجع وتضرب القائم من الجهة المقابلة وتدخل هدف لتعلن هدف إسبانيا الأول في الدقيقة 83 وبعدها تصدى كسياس لكرة سانتا كروز الخطيرة جداً في الدقيقة الأخيرة وهي انفراده على المرمى وبعدها أعلن الحكم نهاية المباراة بفوز إسبانيا.
لعبت إسبانيا مع المرشح الأول في البطولة المنتخب الألماني في نصف النهائي في دربن، شهدت الدقائق الأولى سيطرة إسبانية وتراجع ألماني كامل للدفاع، سنحت خلالها لأسبانيا فرصة عن طريق تمريرة من تشافي إلى فيا كسر بها الدفاع ولكن الحارس الألماني كان بالمرصاد، كذلك بعد لعب الضربة الركنية قام إنييستا بالتسديد بطريقة مخادعه لمنطقة الجزاء استقبلها بويول بالرأس بقوة ولكنها علت العارضة، كانوا الأسبان يخترقون عن طريق بيدرو وراموس من اليمين أو كابديفيا وانييستا من اليسار وتشافي وفيا من العمق، الألمان لم تكن فرصهم خطيرة ولكن تسديدات أوزيل كانت خطيرة وأبعد إحداها كاسياس إلى ضربة ركنيه، وفي الشوط الثاني بدأ الماتادور بالتوهج وكشر عن أنيابه في فرص متتالية من بيدرو ومن ثم إنييستا، إلى أن وصلت الدقيقة 73 حيث سجل بويول الهدف الوحيد من ضربة ركنية لعبها تشافي، وبعدها أضاع بيدرو فرصة العمر وكان أنانيا فيها فلم يمرر لتوريس ومن ثم أخرجه المدرب وادخل سيلفا بدلًا منها، عمومًا يمكن القول أن سيطرة الأسبان مكنتهم من الوصول للنهائي وتخطي العقبة الأصعب ألمانيا.
التقت إسبانيا في النهائي مع هولندا، وكانت هذه المرة الأولى التي يصل فيها الأسبان للنهائي بينما الثالثة لهولندا، وبدأت المباراة بضغط أسباني وأضاعوا 3 فرص من راموس وبيكيه، ومن ثم اعتمد الهولنديين على الخشونة واللعب العنيف فتأثر الإسبان وأرادوا أن يردوا بالمثل حتى شهد الشوط الأول 6 كروت صفراء، وفي الشوط الثاني كانت هولندا خطيرة في بدايته فأضاعوا فرصة خطيرة من روبن، وفي أواخر الشوط الثاني استفاق الأسبان خصوصا بعد ادخال فابريغاس بدلاً من ألونسو وبدأ الاختراق من العمق، وفي الأشواط الإضافية أضاع الأسبان فرصًا كثيرة من انييستا وفابريغاس من العمق كذلك، ومن العمق أيضاً تسلل انييستا في الشوط الإضافي الثاني إلى منطقة الجزاء قبل أن يعرقله هيتينغا ويُطرد بالإنذار الثاني، وبعدها تمكنت إسبانيا من تسجيل هدف الخلاص عن طريق اللورد انييستا بعد تمريرة ساحرة من سيسك فابريغاس جعلت إسبانيا الأولى على العالم. كانت المباراة خشنة جدًا ولم يتعامل حكم المباراة معها بالشكل المطلوب مما أخرجها بهذا الشكل السيئ.

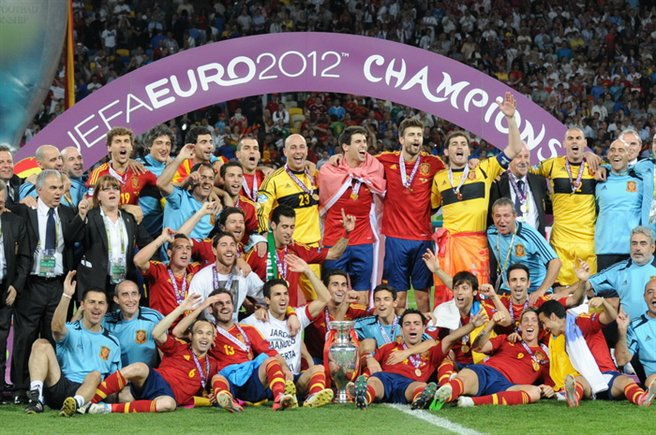
المنتخب الإسباني وهو يتوج بكأس أمم أوروبا

### بطولة أمم أوروبا 2012
أوقعت قرعة تصفيات كأس الأمم الأوروبية لكرة القدم 2012 المنتخب الأسباني، الذي توج بلقب يورو 2008 بفوزه على المنتخب الألماني في نهائي البطولة بالعاصمة النمساوية فيينا، على رأس المجموعة التاسعة التي تضم معه منتخبات التشيك واسكتلندا وليتوانيا وليختنشتاين. وتصدر المنتخب الأسباني بـ 24 نقطة في صدارة المجموعة بعدما حقق ثمانية انتصارات في المباريات الثماني، وأسفرت قرعة بطولة كأس الأمم الأوروبية (يورو 2012) بأوكرانيا وبولندا المنتخب الأسباني مع منتخب  إيطاليا جمهورية أيرلندا كرواتيا، وتمكن من تحقيق لقب البطولة بعد فوزه في النهائي على منتخب أيطاليا بأربعة أهداف نظيفة.

### بطولة كأس العالم 2014
عقدت قرعة تصفيات أوروبا لكأس العالم لكرة القدم 2014 تلعب إسبانيا التصفيات في المجموعة التاسعة جنباً إلى جنب مع فرنسا، وروسيا البيضاء وجورجيا وفنلندا. وقد خرجت إسبانيا من الدور الأول لبطولة كأس العالم وهي حاملة اللقب وهي أول سابقة في التاريخ، بعد خسارتها 2-0 أمام منتخب تشيلي وقبلها 5-1 أمام منتخب هولندا الذي رد إعتباره منذ مباراة النهائي 2010. لتكون إسبانيا أول فريق أوروبي يخرج من كأس العالم لكرة القدم 2014 

### بطولة كأس العالم 2018
لعبت إسبانيا في تصفيات المجموعة لكأس العالم 2018 مع إيطاليا وألبانيا ومقدونيا وليخنشتاين، وهي المجموعة التي لم يتأهل فيها إلى نهائيات كأس العالم سوى إسبانيا التي لم تخسر أي مباراة في المجموعة حيث لعبت 10 مباريات وفازت في 9 منها وتعادلت مرة 1 فقط في مباراة الذهاب مع إيطاليا 1-1 لتهزمها بعد ذلك 3-0 في مباراة الإياب. عقدت قرعة المجموعات لتلعب إسبانيا مع البرتغال والمغرب وإيران. تعادل المنتخب الإسباني مع البرتغال 3-3 بهدفين لدييجو كوستا وهدف لناتشو في حين أحرز البرتغالي كريستيانو رونالدو الأهداف الثلاثة. فازت إسبانيا في المباراة التالية 1-0 أمام إيران وتعادلت 2-2 مع المغرب، لتتصدر إلى دور الستة عشر وتلعب مع روسيا لينتهي المباراة بتعادل إيجابي 1-1 ولتخسر إسبانيا في الضربات الترجيحية وتخرج من بطولة كأس العالم.

## الملعب

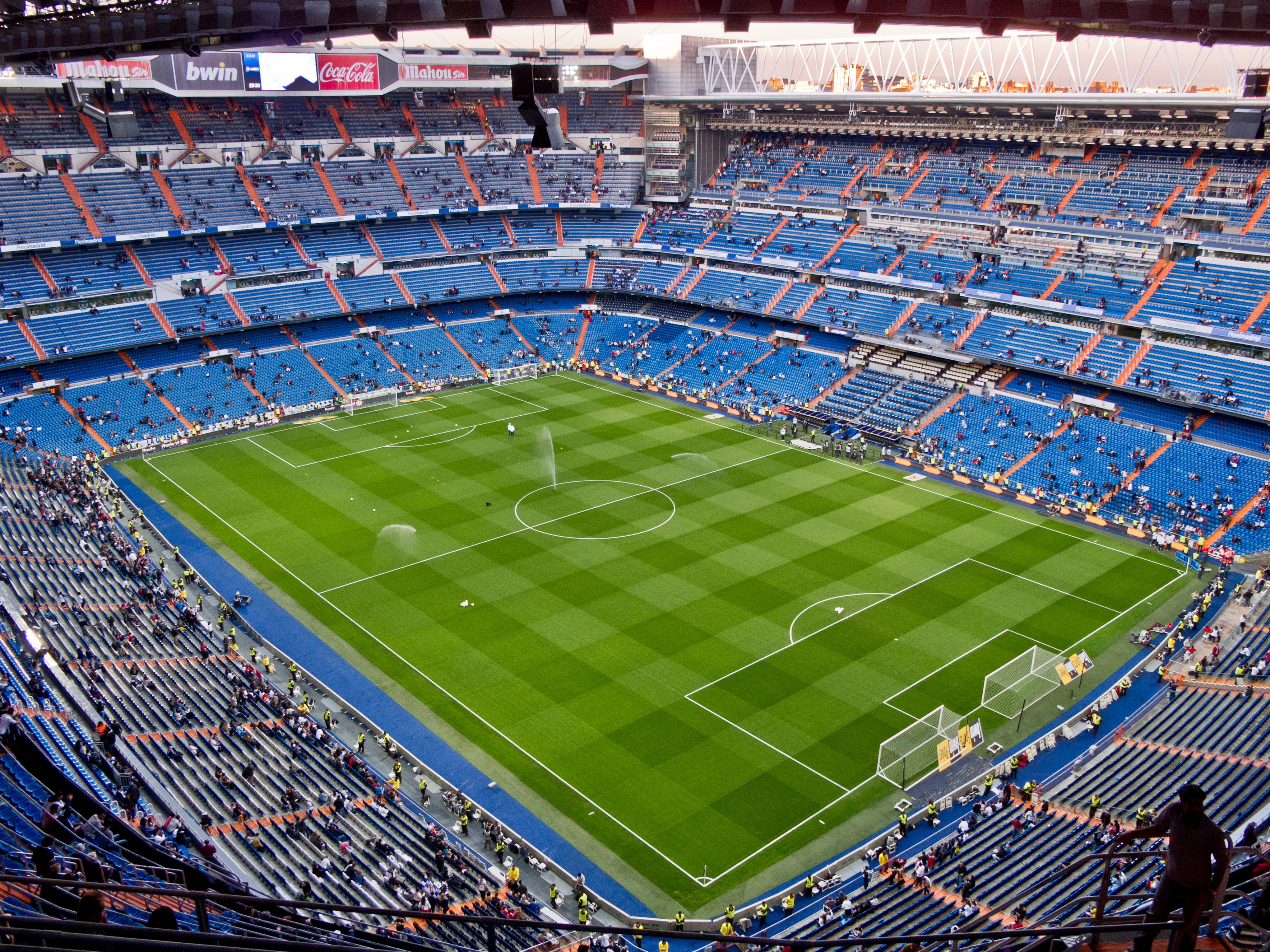
ملعب سانتياغو برنابيو احد الملاعب التي تستضيف مباريات المنتخب الإسباني

لا يوجد في إسبانيا ملعب رسمي معين لمنتخبهم الوطني. في العاصمة مدريد (سانتياغو برنابيو) وإشبيلية (بيزخوان، لا كارتوخا، فيامارين) وفالنسيا (ميستايا وأوريولس) وبرشلونة (كامب نو ومونتجويك)، هي أربع مدن إسبانية استضافت أكثر من 15 مباراة للمنتخب الوطني، بينما تعد أيضًا موطنًا لأكبر الملاعب في البلاد.

## الألوان والرموز

### أطقم المنتخب عبر التاريخ
| 1920–21 | 1920–21 | 1921–22 | 1922–24 | 1924–31 | 1931–36 | 1937–38 | 1941–47 | 1945–47 |  |
| 1950–59 | 1979–81 | 1981–83 | 1984–86 | 1986–90 | 1990–91 | 1991–92 | 1992–94 | 1994–96 |  |
| 1996–97 | 1998–99 | 2000–02 | 2002–04 | 2004–06 | 2006–08 | 2008–09 | 2009–10 | 2010–11 |  |
| 2011–12 | 2012–13 | 2013    | 2014–15 | 2015–17 | 2018–20 | 2020–22 | 2022–24 | 2024–   |  |

## النتائج والمباريات المجدولة

### 2024
| بطولة أمم أوروبا 2024 15 يونيو | إسبانيا                                 | 3–0   | كرواتيا | برلين, ألمانيا                                                       |
| 18:00 ت ع م+2                  | *موراتا 29' - رويز 32' - كارفاخال 45+2' | تقرير |         | الملعب: الملعب الأولمبي الحضور: 68,844 الحكم: مايكل أوليفر (إنجلترا) |

| بطولة أمم أوروبا 2024 20 يونيو | إسبانيا              | 1–0   | إيطاليا | غلزنكيرشن, ألمانيا                                                     |
| 21:00 ت ع م+2                  | كالافيوري 55' (o.g.) | تقرير |         | الملعب: فيلتينس أرينا الحضور: 49,528 الحكم: سلافكو فينتشيتش (سلوفينيا) |

| بطولة أمم أوروبا 2024 24 يونيو | ألبانيا | 0–1   | إسبانيا       | دوسلدورف, ألمانيا                                                  |
| 21:00 ت ع م+2                  |         | تقرير | *ف. توريس 13' | الملعب: مركور شبيل أرينا الحضور: 46,586 الحكم: جلين نيبرغ (السويد) |

| دور ال16 في بطولة أمم أوروبا 2024 30 يونيو | إسبانيا                                         | 4–1   | جورجيا                 | كولونيا, ألمانيا                                                      |
| 21:00 ت ع م+2                              | *رودري 39' - رويز 51' - ويليامز 75' - أولمو 83' | تقرير | *لو نورماند 18' (o.g.) | الملعب: ملعب راين إنرجي الحضور: 42,233 الحكم: فرانسوا ليتكسير (فرنسا) |

| ربع النهائي في بطولة أمم أوروبا 2024 5 يوليو | إسبانيا                  | 2–1 (و.إ) | ألمانيا    | شتوتغارت, ألمانيا                                                     |
| 18:00 ت ع م+2                                | *أولمو 51' - ميرينو 119' | تقرير     | *فيرتز 89' | الملعب: إم إتش بي أرينا الحضور: 54,000 الحكم: أنتوني تايلور (إنجلترا) |

| نصف النهائي في بطولة أمم أوروبا 2024 9 يوليو | إسبانيا                | 2–1   | فرنسا          | ميونخ, ألمانيا                                                        |
| 21:00 ت ع م+2                                | *يامال 21' - أولمو 25' | تقرير | *كولو مواني 9' | الملعب: أليانز أرينا الحضور: 62,042 الحكم: سلافكو فينتشيتش (سلوفينيا) |

| نهائي بطولة أمم أوروبا 2024 14 يوليو | إسبانيا                       | 2–1   | إنجلترا    | برلين, ألمانيا                                                        |
| 21:00 ت ع م+2                        | *ويليامز 47' - أويارزابال 86' | تقرير | *بالمر 73' | الملعب: الملعب الأولمبي الحضور: 65,600 الحكم: فرانسوا ليتكسير (فرنسا) |

| دوري الأمم الأوروبية 2024–25 5 سبتمبر | صربيا | 0–0   | إسبانيا | بلغراد, صربيا                                                            |
| 20:45 CEST                            |       | تقرير |         | الملعب: ملعب النجم الأحمر الحضور: 29,981 الحكم: سردار غوزوبويوك (هولندا) |

| دوري الأمم الأوروبية 2024–25 8 سبتمبر | سويسرا        | 1–4   | إسبانيا                                     | جنيف, سويسرا                                                           |
| 20:45 CEST                            | *العمدوني 41' | تقرير | *خوسيلو 4' - فابيان 13'، 77' - ف. توريس 80' | الملعب: ملعب جنيف الحضور: 26,265 الحكم: عرفان بيليتو (البوسنة والهرسك) |

| دوري الأمم الأوروبية 2024–25 12 أكتوبر | إسبانيا        | 1–0   | الدنمارك | مرسية, إسبانيا                                                               |
| 20:45 CEST                             | *زوبيميندي 79' | تقرير |          | الملعب: ملعب نويفا كوندومينا الحضور: 29,870 الحكم: إيفان كروزلياك (سلوفاكيا) |

| دوري الأمم الأوروبية 2024–25 15 أكتوبر | إسبانيا                             | 3–0   | صربيا | قرطبة, إسبانيا                                                              |
| 20:45 CEST                             | *لابورت 5' - موراتا 65' - باينا 77' | تقرير |       | الملعب: ملعب نويفو اركانخيل الحضور: 20,345 الحكم: دانيال ستيفانسكي (بولندا) |

| دوري الأمم الأوروبية 2024–25 15 نوفمبر | الدنمارك      | 1–2   | إسبانيا                     | كوبنهاغن, الدانمارك                                                  |
| 20:45 CET                              | *إيساكسون 84' | تقرير | *أويارزابال 15' - بيريز 58' | الملعب: ملعب باركن الحضور: 36,985 الحكم: رادي أوبرينوفيتش (سلوفينيا) |

| دوري الأمم الأوروبية 2024–25 18 نوفمبر | إسبانيا                                    | 3–2   | سويسرا                            | سانتا كروث دي تنريفه, إسبانيا                                                         |
| 20:45 CET                              | *بينو 32' - جيل 68' - سرقسطة 90+3' (ركلة.) | تقرير | *مونتيرو 63' - زيكيري 85' (ركلة.) | الملعب: ملعب هيليودورو رودريغيز لوبيز الحضور: 21,204 الحكم: باستيان دانكيرت (ألمانيا) |

### 2025
| ربع النهائي في دوري الأمم الأوروبية 2024–25 20 مارس | هولندا                  | 2–2   | إسبانيا                    | روتردام، هولندا                                                |
| 20:45 CET                                           | *خاكبو 28' - ريندرز 46' | تقرير | *ويليامز 9' - ميرينو 90+3' | الملعب: ملعب دي كويب الحضور: 42,003 الحكم: غلين نيبرج (السويد) |

| ربع النهائي في دوري الأمم الأوروبية 2024–25 23 مارس | إسبانيا                                  | 3–3 (5–5 المجموع) (5–4 ر.ت)                               | هولندا                                                | بلنسية, إسبانيا                                                  |
| 20:45 CET                                           | *أويارزابال 8' (ركلة.)، 67' - يامال 103' | تقرير                                                     | *ديباي 54' (ركلة.) - ماتسين 79' - سيمونز 109' (ركلة.) | الملعب: ملعب ميستايا الحضور: 48,082 الحكم: كليمان توربان (فرنسا) |
|                                                     |                                          | ركلات جزاء                                                |                                                       |                                                                  |
| *ميرينو - توريس - غارسيا - يامال - باينا - بيدري    |                                          | * فان دايك - كووبميينيرز - سيمونز - لانج - تايلور - مالين |                                                       |                                                                  |

| نصف النهائي في دوري الأمم الأوروبية 2024–25 5 يونيو | إسبانيا                                                        | 5–4   | فرنسا                                                                | شتوتغارت، ألمانيا                                                    |
| 20:45 CEST                                          | *ويليامز 22' - ميرينو 25' - يامال 54' (ركلة.)، 67' - بيدري 55' | تقرير | *مبابي 59' (ركلة.) - شرقي 79' - فيفيان 84' (ه.ذ.) - كولو مواني 90+3' | الملعب: إم إتش بي أرينا الحضور: 51،724 الحكم: مايكل أوليفر (إنجلترا) |

| نهائي دوري الأمم الأوروبية 2024–25 8 يونيو       | البرتغال                  | 2–2 (و.إ) (5–3 ر.ت)               | إسبانيا                         | ميونخ، ألمانيا                                                  |
| 20:45 CEST                                       | *مينديش 26' - رونالدو 61' | تقرير                             | *زوبيميندي 21' - أويارزابال 45' | الملعب: أليانز أرينا الحضور: 65،852 الحكم: ساندرو شيرر (سويسرا) |
|                                                  |                           | ركلات جزاء                        |                                 |                                                                 |
| *راموس - فيتينيا - فيرنانديز - مينديش - ر. نيفيز |                           | * ميرينو - باينا - إيسكو - موراتا |                                 |                                                                 |

| تصفيات كأس العالم 2026 4 سبتمبر | بلغاريا | ضدّ    | إسبانيا | بلغاريا |
| 21:45 EEST                      |         | تقرير |         |         |

| تصفيات كأس العالم 2026 7 سبتمبر | تركيا | ضدّ    | إسبانيا | تركيا |
| 21:45 TRT                       |       | تقرير |         |       |

| تصفيات كأس العالم 2026 11 أكتوبر | إسبانيا | ضدّ    | جورجيا | إسبانيا |
| 20:45 CEST                       |         | تقرير |        |         |

| تصفيات كأس العالم 2026 14 أكتوبر | إسبانيا | ضدّ    | بلغاريا | إسبانيا |
| 20:45 CEST                       |         | تقرير |         |         |

| تصفيات كأس العالم 2026 15 نوفمبر | جورجيا | ضدّ    | إسبانيا | جورجيا |
| 21:00 GET                        |        | تقرير |         |        |

| تصفيات كأس العالم 2026 18 نوفمبر | إسبانيا | ضدّ    | تركيا | إسبانيا |
| 20:45 CET                        |         | تقرير |       |         |

## المواجهات
|  | نتيجة إيجابية (أكثر انتصارات)       |
|  | نتيجة محايدة (الانتصارات = الخسائر) |
|  | نتيجة سلبية (أكثر هزائم)            |

حُدثت آخر مباراة ضد ألمانيا في 27 نوفمبر 2022. يستخدم فرق الهدف لتحديد المركز إذا كانت النتائج الإجمالية لاثنين من الخصمين متطابقة.
| الخصم            | من   | حتى  | لعب | فاز | تعادل | خسر | الفوز % ‏ | هدف له | هدف عليه | فارق الأهداف |
| ---------------- | ---- | ---- | --- | --- | ----- | --- | -------- | ------ | -------- | ------------ |
| البرتغال         | 1921 | 2022 | 40  | 17  | 17    | 6   | 63.75%   | 77     | 45       | +32          |
| إيطاليا          | 1920 | 2021 | 39  | 12  | 16    | 11  | 51.28%   | 43     | 45       | –2           |
| فرنسا            | 1922 | 2021 | 36  | 16  | 7     | 13  | 52.7%    | 64     | 39       | +25          |
| إنجلترا          | 1929 | 2018 | 27  | 10  | 4     | 13  | 44.44%   | 32     | 45       | –13          |
| ألمانيا          | 1935 | 2020 | 26  | 8   | 9     | 9   | 48.08%   | 32     | 31       | +1           |
| جمهورية أيرلندا  | 1931 | 2013 | 26  | 15  | 7     | 4   | 71.15%   | 54     | 18       | +36          |
| سويسرا           | 1925 | 2022 | 25  | 17  | 6     | 2   | 80%      | 51     | 21       | +30          |
| بلجيكا           | 1920 | 2016 | 23  | 12  | 6     | 5   | 65.22%   | 46     | 22       | +24          |
| صربيا            | 1932 | 2012 | 22  | 10  | 7     | 5   | 61.36%   | 26     | 19       | +7           |
| جمهورية التشيك   | 1930 | 2016 | 19  | 9   | 3     | 7   | 55.26%   | 21     | 18       | +3           |
| أيرلندا الشمالية | 1958 | 2007 | 18  | 11  | 5     | 2   | 75%      | 38     | 11       | +27          |
| رومانيا          | 1962 | 2019 | 18  | 7   | 6     | 5   | 55.56%   | 28     | 19       | +9           |
| السويد           | 1920 | 2021 | 18  | 8   | 6     | 4   | 61.11%   | 27     | 18       | +9           |
| الدنمارك         | 1920 | 2008 | 17  | 12  | 3     | 2   | 79.41%   | 34     | 15       | +19          |
| النمسا           | 1924 | 2009 | 16  | 9   | 3     | 4   | 65.63%   | 43     | 22       | +21          |
| الأرجنتين        | 1952 | 2018 | 14  | 6   | 2     | 6   | 50%      | 19     | 18       | +1           |
| المجر            | 1925 | 2002 | 13  | 5   | 5     | 3   | 57.69%   | 21     | 18       | +3           |
| هولندا           | 1920 | 2020 | 13  | 5   | 2     | 6   | 46.15%   | 18     | 19       | –1           |
| إسكتلندا         | 1957 | 2011 | 13  | 6   | 4     | 3   | 61.54%   | 23     | 20       | +3           |
| اليونان          | 1970 | 2021 | 12  | 8   | 3     | 1   | 79.17%   | 21     | 11       | +10          |
| روسيا            | 1964 | 2018 | 12  | 6   | 5     | 1   | 70.83%   | 19     | 9        | +10          |
| تشيلي            | 1950 | 2014 | 11  | 8   | 2     | 1   | 81.82%   | 25     | 10       | +15          |
| بولندا           | 1959 | 2010 | 11  | 8   | 2     | 1   | 81.82%   | 28     | 9        | +19          |
| تركيا            | 1952 | 2016 | 11  | 6   | 4     | 1   | 72.73%   | 17     | 5        | +12          |
| الأوروغواي       | 1950 | 2013 | 10  | 5   | 5     | 0   | 75%      | 16     | 8        | +8           |
| البرازيل         | 1934 | 2013 | 9   | 2   | 2     | 5   | 33.33%   | 8      | 14       | –6           |
| كرواتيا          | 1994 | 2021 | 10  | 6   | 1     | 3   | 60%      | 27     | 12       | +15          |
| آيسلندا          | 1982 | 2007 | 9   | 6   | 2     | 1   | 77.78%   | 10     | 6        | +4           |
| ألبانيا          | 1986 | 2022 | 8   | 8   | 0     | 0   | 100%     | 31     | 3        | +28          |
| البوسنة والهرسك  | 2000 | 2018 | 8   | 6   | 2     | 0   | 87.5%    | 18     | 7        | +11          |
| قبرص             | 1971 | 1999 | 8   | 7   | 0     | 1   | 87.5%    | 35     | 5        | +30          |
| فنلندا           | 1969 | 2013 | 8   | 5   | 2     | 1   | 75%      | 16     | 5        | +11          |
| ليختنشتاين       | 2001 | 2017 | 8   | 8   | 0     | 0   | 100%     | 39     | 0        | +39          |
| مالطا            | 1983 | 2019 | 8   | 8   | 0     | 0   | 100%     | 37     | 3        | +34          |
| المكسيك          | 1928 | 2010 | 8   | 5   | 3     | 0   | 81.25%   | 16     | 4        | +12          |
| النرويج          | 1978 | 2019 | 8   | 5   | 2     | 1   | 75%      | 12     | 4        | +8           |
| ليتوانيا         | 1993 | 2021 | 7   | 6   | 1     | 0   | 91.67%   | 18     | 2        | +16          |
| سلوفاكيا         | 1996 | 2021 | 7   | 5   | 1     | 1   | 78.57%   | 20     | 6        | +14          |
| أوكرانيا         | 2003 | 2020 | 7   | 5   | 1     | 1   | 78.57%   | 14     | 4        | +10          |
| أرمينيا          | 1995 | 2009 | 6   | 6   | 0     | 0   | 100%     | 16     | 1        | +15          |
| إسرائيل          | 1998 | 2017 | 6   | 5   | 1     | 0   | 91.67%   | 13     | 3        | +10          |
| لوكسمبورغ        | 1981 | 2015 | 6   | 6   | 0     | 0   | 100%     | 15     | 0        | +15          |
| مقدونيا          | 1994 | 2017 | 6   | 6   | 0     | 0   | 100%     | 19     | 4        | +15          |
| كوريا الجنوبية   | 1990 | 2016 | 6   | 4   | 2     | 0   | 83.33%   | 15     | 5        | +10          |
| ويلز             | 1961 | 2018 | 6   | 3   | 2     | 1   | 66.67%   | 11     | 7        | +4           |
| بلغاريا          | 1933 | 2002 | 5   | 4   | 1     | 0   | 90%      | 23     | 2        | +21          |
| الولايات المتحدة | 1950 | 2011 | 5   | 4   | 0     | 1   | 80%      | 10     | 3        | +7           |
| بيلاروس          | 2012 | 2015 | 4   | 4   | 0     | 0   | 100%     | 10     | 1        | +9           |
| كوستاريكا        | 2011 | 2022 | 4   | 3   | 1     | 0   | 87.5%    | 16     | 3        | +13          |
| جزر فارو         | 1996 | 2019 | 4   | 4   | 0     | 0   | 100%     | 17     | 4        | +13          |
| جورجيا           | 2012 | 2021 | 4   | 3   | 0     | 1   | 75%      | 5      | 2        | +3           |
| لاتفيا           | 1992 | 2007 | 4   | 3   | 1     | 0   | 87.5%    | 9      | 0        | +9           |
| باراغواي         | 1998 | 2010 | 4   | 2   | 2     | 0   | 75%      | 4      | 1        | +3           |
| سان مارينو       | 1999 | 2005 | 4   | 4   | 0     | 0   | 100%     | 26     | 0        | +26          |
| جنوب إفريقيا     | 2002 | 2013 | 4   | 3   | 0     | 1   | 75%      | 8      | 5        | +3           |
| فنزويلا          | 1981 | 2012 | 4   | 4   | 0     | 0   | 100%     | 13     | 2        | +11          |
| كولومبيا         | 1981 | 2017 | 3   | 1   | 2     | 0   | 66.67%   | 4      | 3        | +1           |
| ألمانيا الشرقية† | 1980 | 1988 | 3   | 0   | 2     | 1   | 33.33%   | 0      | 1        | –1           |
| المغرب           | 1961 | 2018 | 3   | 2   | 1     | 0   | 83.33%   | 6      | 4        | +2           |
| بيرو             | 1960 | 2008 | 3   | 3   | 0     | 0   | 100%     | 7      | 3        | +4           |
| السعودية         | 2006 | 2012 | 3   | 3   | 0     | 0   | 100%     | 9      | 2        | +7           |
| بوليفيا          | 1994 | 2014 | 2   | 2   | 0     | 0   | 100%     | 5      | 1        | +4           |
| كندا             | 1994 | 2005 | 2   | 2   | 0     | 0   | 100%     | 4      | 1        | +3           |
| الصين            | 2005 | 2012 | 2   | 2   | 0     | 0   | 100%     | 4      | 0        | +4           |
| الإكوادور        | 2003 | 2013 | 2   | 2   | 0     | 0   | 100%     | 6      | 0        | +6           |
| إستونيا          | 2008 | 2009 | 2   | 2   | 0     | 0   | 100%     | 6      | 0        | +6           |
| هندوراس          | 1982 | 2010 | 2   | 1   | 1     | 0   | 75%      | 3      | 1        | +2           |
| كوسوفو           | 2021 | 2021 | 2   | 2   | 0     | 0   | 100%     | 5      | 1        | +4           |
| نيجيريا          | 1998 | 2013 | 2   | 1   | 0     | 1   | 50%      | 5      | 3        | +2           |
| سوريا            | 1980 | 1980 | 1   | 0   | 1     | 0   | 0%       | 0      | 0        | 0            |
| سلوفينيا         | 2000 | 2002 | 2   | 2   | 0     | 0   | 100%     | 5      | 2        | +3           |
| تونس             | 2006 | 2018 | 2   | 2   | 0     | 0   | 100%     | 4      | 1        | +3           |
| الجزائر          | 1986 | 1986 | 1   | 1   | 0     | 0   | 100%     | 3      | 0        | +3           |
| أندورا           | 2004 | 2004 | 1   | 1   | 0     | 0   | 100%     | 4      | 0        | +4           |
| أستراليا         | 2014 | 2014 | 1   | 1   | 0     | 0   | 100%     | 3      | 0        | +3           |
| أذربيجان         | 2009 | 2009 | 1   | 1   | 0     | 0   | 100%     | 6      | 0        | +6           |
| مصر              | 2006 | 2006 | 1   | 1   | 0     | 0   | 100%     | 2      | 0        | +2           |
| السلفادور        | 2014 | 2014 | 1   | 1   | 0     | 0   | 100%     | 2      | 0        | +2           |
| غينيا الاستوائية | 2013 | 2013 | 1   | 1   | 0     | 0   | 100%     | 2      | 1        | +1           |
| هايتي            | 2013 | 2013 | 1   | 1   | 0     | 0   | 100%     | 2      | 1        | +1           |
| إيران            | 2018 | 2018 | 1   | 1   | 0     | 0   | 100%     | 1      | 0        | +1           |
| العراق           | 2009 | 2009 | 1   | 1   | 0     | 0   | 100%     | 1      | 0        | +1           |
| ساحل العاج       | 2006 | 2006 | 1   | 1   | 0     | 0   | 100%     | 3      | 2        | +1           |
| اليابان          | 2001 | 2001 | 1   | 1   | 0     | 0   | 100%     | 1      | 0        | +1           |
| الأردن           | 2022 | 2022 | 1   | 1   | 0     | 0   | 100%     | 3      | 1        | +2           |
| نيوزيلندا        | 2009 | 2009 | 1   | 1   | 0     | 0   | 100%     | 5      | 0        | +5           |
| بنما             | 2012 | 2012 | 1   | 1   | 0     | 0   | 100%     | 5      | 1        | +4           |
| بورتوريكو        | 2012 | 2012 | 1   | 1   | 0     | 0   | 100%     | 2      | 1        | +1           |
| تاهيتي           | 2013 | 2013 | 1   | 1   | 0     | 0   | 100%     | 10     | 0        | +10          |
| المجموع          | 1920 | 2022 | 739 | 431 | 163   | 135 | 69.29%   | 1481   | 664      | +817         |

الملاحظات:
- (†) المنتخبات الوطنية البائدة

## طاقم التدريب الفني

### الطاقم الحالي
| المنصب                | الاسم                                                                                  |
| --------------------- | -------------------------------------------------------------------------------------- |
| المدرب                | لويس دي لا فيوينتي                                                                     |
| مساعد المدرب          | فرناندو توريس                                                                          |
| مدرب الحراسة          | خوسيه سامباد                                                                           |
| مدرب اللياقة          | رافائيل بول                                                                            |
| محلل البيانات         | ايتور اونزو خوان غونزاليس                                                              |
| الطبيب النفسي         | جواكين فالديس                                                                          |
| محلل الڤيديو          | پابلو بينا                                                                             |
| الطبيب                | خوان خوسيه جارسيا كوتا                                                                 |
| أخصائي العلاج الطبيعي | لورينزو ديل بوزو راؤول مارتينيز ميغيل جوتيريز خوان كارلوس هيرانز فرناندو جالان ديل ريو |
| طقم الرجال            | جواكين ريتاموسا خوسيه داميان جارسيا انتونيو جويرا                                      |
| المدير الرياضي        | خوسيه فرانسيسكو مولينا                                                                 |
| مدير الفريق           | نوريا مارتينيز نافاس                                                                   |
| ممثل المنتخب/المفوض   | بيدرو كورتس                                                                            |

## اللاعبون

### القائمة الحالية
- تم استدعاء لاعبًا التالية أسماؤوهم للمشاركة في نهائيات دوري الأمم الأوروبية 2025، على التوالي.
- تاريخ المباريات: 5 و8 يونيو 2025
- المباريات والأهداف صحيحة اعتبارًا في: 8 يونيو 2025، بعد المباراة ضد  البرتغال

| الرقم | المركز | اللاعب           | تاريخ الميلاد (العمر) | لعب | سجل | النادي           |
| ----- | ------ | ---------------- | --------------------- | --- | --- | ---------------- |
| 1     | حارس   | دافيد رايا       | 15 سبتمبر 1995        | 11  | 0   | أرسنال           |
| 13    | حارس   | أليكس ريميرو     | 24 مارس 1995          | 2   | 0   | ريال سوسيداد     |
| 23    | حارس   | أوناي سيمون      | 11 يونيو 1997         | 50  | 0   | أثلتيك بلباو     |
|       |        |                  |                       |     |     |                  |
| 2     | دفاع   | بيدرو بورو       | 13 سبتمبر 1999        | 10  | 0   | توتنهام هوتسبير  |
| 3     | دفاع   | روبين لو نورماند | 11 نوفمبر 1996        | 23  | 1   | أتلتيكو مدريد    |
| 4     | دفاع   | باو كوبارسي      | 22 يناير 2007         | 6   | 0   | برشلونة          |
| 5     | دفاع   | دانييل فيفيان    | 5 يوليو 1997          | 9   | 0   | أثلتيك بلباو     |
| 12    | دفاع   | دين هاوسن        | 14 أبريل 2005         | 4   | 0   | ريال مدريد       |
| 14    | دفاع   | أوسكار مينجويزا  | 13 مايو 1999          | 4   | 0   | سيلتا فيغو       |
| 17    | دفاع   | أليكس غريمالدو   | 20 سبتمبر 1995        | 10  | 0   | باير ليفركوزن    |
| 24    | دفاع   | مارك كوكورييا    | 22 يوليو 1998         | 17  | 0   | تشيلسي           |
|       |        |                  |                       |     |     |                  |
| 6     | وسط    | ميكل ميرينو      | 22 يونيو 1996         | 35  | 4   | أرسنال           |
| 8     | وسط    | فابيان رويز      | 3 أبريل 1996          | 39  | 6   | باريس سان جيرمان |
| 9     | وسط    | غافي             | 5 أغسطس 2004          | 28  | 5   | برشلونة          |
| 10    | وسط    | داني أولمو       | 7 مايو 1998           | 44  | 11  | برشلونة          |
| 16    | وسط    | ألكس باينا       | 20 يوليو 2001         | 10  | 2   | فياريال          |
| 18    | وسط    | مارتن زوبيميندي  | 2 فبراير 1999         | 19  | 2   | ريال سوسيداد     |
| 20    | وسط    | بيدري            | 25 نوفمبر 2002        | 34  | 3   | برشلونة          |
| 22    | وسط    | إيسكو            | 21 أبريل 1992         | 39  | 12  | ريال بيتيس       |
| 25    | وسط    | فيرمين لوبيز     | 11 مايو 2003          | 2   | 0   | برشلونة          |
|       |        |                  |                       |     |     |                  |
| 7     | هجوم   | ألفارو موراتا    | 23 أكتوبر 1992        | 86  | 37  | إيه سي ميلان     |
| 11    | هجوم   | نيكو ويليامز     | 12 يوليو 2002         | 28  | 6   | أثلتيك بلباو     |
| 15    | هجوم   | يريمي بينو       | 20 أكتوبر 2002        | 15  | 3   | فياريال          |
| 19    | هجوم   | لامين يامال      | 13 يوليو 2007         | 21  | 6   | برشلونة          |
| 21    | هجوم   | ميكيل أويارزابال | 21 أبريل 1997         | 44  | 16  | ريال سوسيداد     |
| 26    | هجوم   | سامو أوموروديون  | 5 مايو 2004           | 2   | 0   | بورتو            |

### استدعاء مؤخرا
تم استدعاء اللاعبين التالية أسماؤهم للانضمام إلى الفريق في الإثني عشر شهرًا الماضية.

| المركز | اسم اللاعب      | تاريخ الميلاد (العمر) | لعب | سجل | النادي        | الردود المتأخرة                  |
| --- | --------------- | --------------------- | --- | --- | ------------- | -------------------------------- |
| GK | روبرت سانشيز    | 18 نوفمبر 1997        | 3   | 0   | تشيلسي        | ضد. سويسرا، 18 نوفمبر 2024       |
| |                 |                       |     |     |               |                                  |
| DF | راؤول أسينسيو   | 13 فبراير 2003        | 0   | 0   | ريال مدريد    | ضد. هولندا، 23 مارس 2025         |
| DF | إينيغو مارتينيز | 17 مايو 1991          | 21  | 1   | برشلونة       | ضد. هولندا، 20 مارس 2025 INJ     |
| DF | إيميرك لابورت   | 27 مايو 1994          | 40  | 2   | النصر         | ضد. سويسرا، 18 نوفمبر 2024       |
| DF | أيتور باريديس   | 29 أبريل 2000         | 1   | 0   | أثلتيك بلباو  | ضد. سويسرا، 18 نوفمبر 2024       |
| DF | باو توريس       | 16 يناير 1997         | 24  | 1   | أستون فيلا    | ضد. الدنمارك، 15 نوفمبر 2024 INJ |
| DF | داني كارفاخال   | 11 يناير 1992         | 51  | 1   | ريال مدريد    | ضد. الدنمارك، 12 أكتوبر 2024 INJ |
| |                 |                       |     |     |               |                                  |
| MF | أليكس غارسيا    | 28 يونيو 1997         | 5   | 0   | باير ليفركوزن | ضد. هولندا، 23 مارس 2025         |
| MF | مارك كاسادو     | 14 سبتمبر 2003        | 2   | 0   | برشلونة       | ضد. هولندا، 20 مارس 2025 INJ     |
| MF | بابلو باريوس    | 15 يونيو 2003         | 1   | 0   | أتلتيكو مدريد | ضد. سويسرا، 18 نوفمبر 2024       |
| MF | رودري           | 22 يونيو 1996         | 57  | 4   | مانشستر سيتي  | ضد. سويسرا، 8 سبتمبر 2024 INJ    |
| MF | بيبيلو          | 11 أغسطس 1998         | 0   | 0   | فالنسيا       | ضد. سويسرا، 8 سبتمبر 2024        |
| |                 |                       |     |     |               |                                  |
| FW | فيران توريس     | 29 فبراير 2000        | 49  | 21  | برشلونة       | ضد. هولندا، 20 مارس 2025 INJ     |
| FW | آيوزي بيريز     | 29 يوليو 1993         | 5   | 2   | فياريال       | ضد. هولندا، 20 مارس 2025 INJ     |
| FW | بريان سرقسطة    | 9 سبتمبر 2001         | 3   | 1   | أوساسونا      | ضد. هولندا، 20 مارس 2025 INJ     |
| FW | بريان جيل       | 11 فبراير 2001        | 5   | 1   | جيرونا        | ضد. سويسرا، 18 نوفمبر 2024       |
| FW | خوسيلو          | 27 مارس 1990          | 17  | 6   | الغرافة       | ضد. صربيا، 15 أكتوبر 2024        |
| INJ انسحب اللاعب من التشكيلة بسبب إصابة PRE التشكيلة الأولية / الاستعداد WD انسحب اللاعب من التشكيلة بسبب مشكلة عدم الإصابة RET اعتزل اللعب دوليًا SUS اللاعب يقضي عقوبة الإيقاف |                 |                       |     |     |               |                                  |
| |                 |                       |     |     |               |                                  |

### تشكيلات سابقة
| كأس العالم - التشكيلة في كأس العالم 2010 | بطولة أمم أوروبا - التشكيلة في كأس أمم أوروبا 2008 - التشكيلة في كأس أمم أوروبا 2012 - التشكيلة في كأس أمم أوروبا 2024 |

## الإحصائيات

### اللاعبين الأكثر مشاركة مع المنتخب

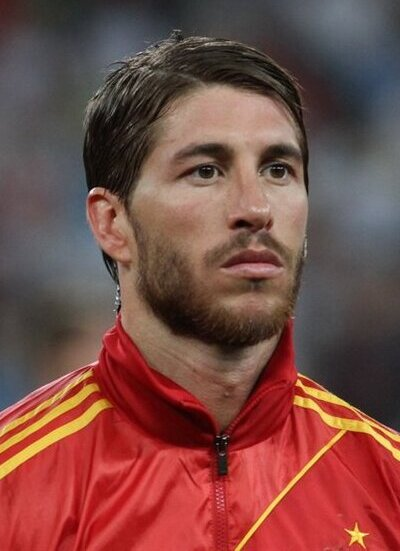
سيرخيو راموس أكثر لاعب شارك مع المنتخب الإسباني حيثُ بلغت عدد مشاركاته 180 مباراة.

بالأسفل قائمة لأكثر عشر هدافين مشاركة مع المنتخب الإسباني، حسب آخر تحديث 6 ديسمبر 2022.
أسماء اللاعبين بالخط الغليط لازالوا يلعبون مع المنتخب
| # | اللاعب            | المباريات | الأهداف | المسيرة   |
| - | ----------------- | --------- | ------- | --------- |
| 1 | سيرخيو راموس      | 180       | 23      | 2005–2021 |
| 2 | إيكر كاسياس       | 167       | 0       | 2000–2016 |
| 3 | سيرجيو بوسكيتس    | 143       | 2       | 2009–2022 |
| 4 | تشافي هيرنانديز   | 133       | 13      | 2000–2014 |
| 5 | أندريس إنييستا    | 131       | 13      | 2006–2018 |
| 6 | أندوني زوبيزاريتا | 126       | 0       | 1985–1998 |
| 7 | دافيد سيلفا       | 125       | 35      | 2006–2018 |
| 8 | تشابي ألونسو      | 114       | 16      | 2003–2014 |
| 9 | سيسك فابريغاس     | 110       | 15      | 2006–2016 |
| 9 | فرناندو توريس     | 110       | 38      | 2003–2014 |

### قائمة هدافي إسبانيا

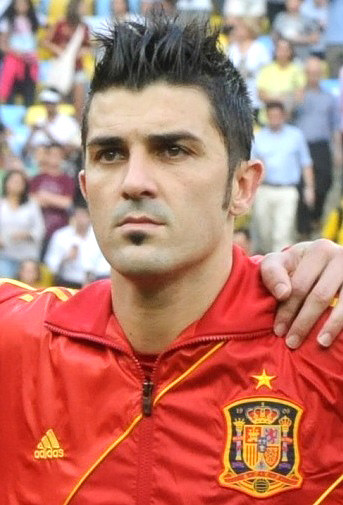
دافيد فيا هو اللاعب الأكثر تهديفًا في تاريخ المنتخب الإسباني بـ59 هدف.

في الأسفل قائمة لأعلى عشر هدافين في المنتخب الإسباني، حسب آخر تحديث في 23 مارس 2025.
| # | اللاعب             | الأهداف | المباريات | النسبة | الفترة    |
| - | ------------------ | ------- | --------- | ------ | --------- |
| 1 | دافيد فيا          | 59      | 98        | 0.6    | 2005–2017 |
| 2 | راؤول غونزاليس     | 44      | 102       | 0.43   | 1996–2006 |
| 3 | فرناندو توريس      | 38      | 110       | 0.35   | 2003–2014 |
| 4 | ألفارو موراتا      | 37      | 85        | 0.44   | 2014–الآن |
| 5 | دافيد سيلفا        | 35      | 125       | 0.28   | 2006–2018 |
| 6 | فرناندو هييرو      | 29      | 89        | 0.33   | 1989–2002 |
| 7 | فرناندو مورينتس    | 27      | 47        | 0.57   | 1998–2007 |
| 8 | إيميليو بوتراغينيو | 26      | 69        | 0.38   | 1984–1992 |
| 9 | ألفريدو دي ستيفانو | 23      | 31        | 0.74   | 1957–1961 |
| 9 | سيرخيو راموس       | 23      | 180       | 0.13   | 2005–2021 |

## السجل التنافسي

### كأس العالم
البطل    الوصيف    المركز الثالث  
  المركز الرابع
| سجل كأس العالم لكرة القدم | سجل كأس العالم لكرة القدم | سجل كأس العالم لكرة القدم | سجل كأس العالم لكرة القدم | سجل كأس العالم لكرة القدم | سجل كأس العالم لكرة القدم | سجل كأس العالم لكرة القدم | سجل كأس العالم لكرة القدم | سجل كأس العالم لكرة القدم | سجل تصفيات كأس العالم لكرة القدم | سجل تصفيات كأس العالم لكرة القدم | سجل تصفيات كأس العالم لكرة القدم | سجل تصفيات كأس العالم لكرة القدم | سجل تصفيات كأس العالم لكرة القدم | سجل تصفيات كأس العالم لكرة القدم |
| السنة                     | الجولة                    | المرتبة                   | لعب                       | فوز                       | تعادل                     | خسارة                     | لــه                      | عليه                      | لعب                              | فوز                              | تعادل                            | خسارة                            | لــه                             | عليه                             |
| ------------------------- | ------------------------- | ------------------------- | ------------------------- | ------------------------- | ------------------------- | ------------------------- | ------------------------- | ------------------------- | -------------------------------- | -------------------------------- | -------------------------------- | -------------------------------- | -------------------------------- | -------------------------------- |
| 1930                      | لم يتأهل                  | لم يتأهل                  | لم يتأهل                  | لم يتأهل                  | لم يتأهل                  | لم يتأهل                  | لم يتأهل                  | لم يتأهل                  | –                                | –                                | –                                | –                                | –                                | –                                |
| 1934                      | ربع النهائي               | الخامس                    | 3                         | 1                         | 1                         | 1                         | 4                         | 3                         | 2                                | 2                                | 0                                | 0                                | 11                               | 1                                |
| 1938                      | انسحبت                    | انسحبت                    | انسحبت                    | انسحبت                    | انسحبت                    | انسحبت                    | انسحبت                    | انسحبت                    | –                                | –                                | –                                | –                                | –                                | –                                |
| 1950                      | المركز الرابع             | الرابع                    | 6                         | 3                         | 1                         | 2                         | 10                        | 12                        | 2                                | 1                                | 1                                | 0                                | 7                                | 3                                |
| 1954                      | لم يتأهل                  | لم يتأهل                  | لم يتأهل                  | لم يتأهل                  | لم يتأهل                  | لم يتأهل                  | لم يتأهل                  | لم يتأهل                  | 3                                | 1                                | 1                                | 1                                | 6                                | 4                                |
| 1958                      | لم يتأهل                  | لم يتأهل                  | لم يتأهل                  | لم يتأهل                  | لم يتأهل                  | لم يتأهل                  | لم يتأهل                  | لم يتأهل                  | 4                                | 2                                | 1                                | 1                                | 12                               | 8                                |
| 1962                      | دور المجموعات             | الثاني عشر                | 3                         | 1                         | 0                         | 2                         | 2                         | 3                         | 4                                | 3                                | 1                                | 0                                | 7                                | 4                                |
| 1966                      | دور المجموعات             | العاشر                    | 3                         | 1                         | 0                         | 2                         | 4                         | 5                         | 3                                | 2                                | 0                                | 1                                | 5                                | 2                                |
| 1970                      | لم يتأهل                  | لم يتأهل                  | لم يتأهل                  | لم يتأهل                  | لم يتأهل                  | لم يتأهل                  | لم يتأهل                  | لم يتأهل                  | 6                                | 2                                | 2                                | 2                                | 10                               | 6                                |
| 1974                      | لم يتأهل                  | لم يتأهل                  | لم يتأهل                  | لم يتأهل                  | لم يتأهل                  | لم يتأهل                  | لم يتأهل                  | لم يتأهل                  | 5                                | 2                                | 2                                | 1                                | 8                                | 6                                |
| 1978                      | دور المجموعات             | العاشر                    | 3                         | 1                         | 1                         | 1                         | 2                         | 2                         | 4                                | 3                                | 0                                | 1                                | 4                                | 1                                |
| 1982                      | المرحلة2-دور المجموعات    | الثاني عشر                | 5                         | 1                         | 2                         | 2                         | 4                         | 5                         | –                                | –                                | –                                | –                                | –                                | –                                |
| 1986                      | ربع النهائي               | السابع                    | 5                         | 3                         | 1                         | 1                         | 11                        | 4                         | 6                                | 4                                | 0                                | 2                                | 9                                | 8                                |
| 1990                      | دور ال 16                 | العاشر                    | 4                         | 2                         | 1                         | 1                         | 6                         | 4                         | 8                                | 6                                | 1                                | 1                                | 20                               | 3                                |
| 1994                      | ربع النهائي               | الثامن                    | 5                         | 2                         | 2                         | 1                         | 10                        | 6                         | 12                               | 8                                | 3                                | 1                                | 27                               | 4                                |
| 1998                      | دور المجموعات             | السابع عشر                | 3                         | 1                         | 1                         | 1                         | 8                         | 4                         | 10                               | 8                                | 2                                | 0                                | 26                               | 6                                |
| 2002                      | ربع النهائي               | الخامس                    | 5                         | 3                         | 2                         | 0                         | 10                        | 5                         | 8                                | 6                                | 2                                | 0                                | 21                               | 4                                |
| 2006                      | دور ال 16                 | التاسع                    | 4                         | 3                         | 0                         | 1                         | 9                         | 4                         | 12                               | 6                                | 6                                | 0                                | 25                               | 5                                |
| 2010                      | البطل                     | الأول                     | 7                         | 6                         | 0                         | 1                         | 8                         | 2                         | 10                               | 10                               | 0                                | 0                                | 28                               | 5                                |
| 2014                      | دور المجموعات             | 23                        | 3                         | 1                         | 0                         | 2                         | 4                         | 7                         | 8                                | 6                                | 2                                | 0                                | 14                               | 3                                |
| 2018                      | دور الـ16                 | 10                        | 4                         | 1                         | 3                         | 0                         | 7                         | 6                         | 10                               | 9                                | 1                                | 0                                | 36                               | 3                                |
| 2022                      | دور الـ16                 | الثالث عشر                | 4                         | 1                         | 2                         | 1                         | 9                         | 3                         | 8                                | 6                                | 1                                | 1                                | 15                               | 5                                |
| 2026                      | يحدد فيما بعد             | يحدد فيما بعد             | يحدد فيما بعد             | يحدد فيما بعد             | يحدد فيما بعد             | يحدد فيما بعد             | يحدد فيما بعد             | يحدد فيما بعد             | يحدد فيما بعد                    | يحدد فيما بعد                    | يحدد فيما بعد                    | يحدد فيما بعد                    | يحدد فيما بعد                    | يحدد فيما بعد                    |
| 2030                      | تأهل بصفته البلد المستضيف | تأهل بصفته البلد المستضيف | تأهل بصفته البلد المستضيف | تأهل بصفته البلد المستضيف | تأهل بصفته البلد المستضيف | تأهل بصفته البلد المستضيف | تأهل بصفته البلد المستضيف | تأهل بصفته البلد المستضيف | تأهل بصفته البلد المستضيف        | تأهل بصفته البلد المستضيف        | تأهل بصفته البلد المستضيف        | تأهل بصفته البلد المستضيف        | تأهل بصفته البلد المستضيف        | تأهل بصفته البلد المستضيف        |
| 2034                      | يحدد فيما بعد             | يحدد فيما بعد             | يحدد فيما بعد             | يحدد فيما بعد             | يحدد فيما بعد             | يحدد فيما بعد             | يحدد فيما بعد             | يحدد فيما بعد             | يحدد فيما بعد                    | يحدد فيما بعد                    | يحدد فيما بعد                    | يحدد فيما بعد                    | يحدد فيما بعد                    | يحدد فيما بعد                    |
| المجموع                   | الألقاب (1)               | 16/22                     | 67                        | 31                        | 17                        | 19                        | 108                       | 75                        | 125                              | 87                               | 26                               | 12                               | 291                              | 81                               |

### سجل المشاركات في كأس الأمم الأوروبية
| سجل كأس الأمم الأوروبية | سجل كأس الأمم الأوروبية | سجل كأس الأمم الأوروبية | سجل كأس الأمم الأوروبية | سجل كأس الأمم الأوروبية | سجل كأس الأمم الأوروبية | سجل كأس الأمم الأوروبية | سجل كأس الأمم الأوروبية | سجل كأس الأمم الأوروبية |               |
| السنوات                 | الجولة                  | المرتبة                 | لعب                     | فوز                     | تعادل                   | خسارة                   | لــه                    | عليه                    |               |
| ----------------------- | ----------------------- | ----------------------- | ----------------------- | ----------------------- | ----------------------- | ----------------------- | ----------------------- | ----------------------- | ------------- |
| 1960                    | انسحب                   | انسحب                   | انسحب                   | انسحب                   | انسحب                   | انسحب                   | انسحب                   | انسحب                   |               |
| 1964                    | البطــل                 | الأول                   | 2                       | 2                       | 0                       | 0                       | 4                       | 2                       |               |
| 1968                    | لم يتأهل                | لم يتأهل                | لم يتأهل                | لم يتأهل                | لم يتأهل                | لم يتأهل                | لم يتأهل                | لم يتأهل                |               |
| 1972                    | لم يتأهل                | لم يتأهل                | لم يتأهل                | لم يتأهل                | لم يتأهل                | لم يتأهل                | لم يتأهل                | لم يتأهل                |               |
| 1976                    | لم يتأهل                | لم يتأهل                | لم يتأهل                | لم يتأهل                | لم يتأهل                | لم يتأهل                | لم يتأهل                | لم يتأهل                |               |
| 1980                    | دور المجموعات           | السابع                  | 3                       | 0                       | 1                       | 2                       | 2                       | 4                       |               |
| 1984                    | الوصيـف                 | الثاني                  | 5                       | 1                       | 3                       | 1                       | 4                       | 5                       |               |
| 1988                    | دور المجموعات           | السادس                  | 3                       | 1                       | 0                       | 2                       | 3                       | 5                       |               |
| 1992                    | لم يتأهل                | لم يتأهل                | لم يتأهل                | لم يتأهل                | لم يتأهل                | لم يتأهل                | لم يتأهل                | لم يتأهل                |               |
| 1996                    | ربع النهائي             | السادس                  | 4                       | 1                       | 3                       | 0                       | 4                       | 3                       |               |
| 2000                    | ربع النهائي             | الخامس                  | 4                       | 2                       | 0                       | 2                       | 7                       | 7                       |               |
| 2004                    | دور المجموعات           | العاشر                  | 3                       | 1                       | 1                       | 1                       | 2                       | 2                       |               |
| 2008                    | البطـل                  | الأول                   | 6                       | 5                       | 1                       | 0                       | 12                      | 3                       |               |
| 2012                    | البطـل                  | الأول                   | 6                       | 4                       | 2                       | 0                       | 12                      | 1                       |               |
| 2016                    | دور الـ16               | العاشر                  | 4                       | 2                       | 0                       | 2                       | 5                       | 4                       |               |
| 2020                    | نصف النهائي             | الثالث                  | 6                       | 2                       | 4                       | 0                       | 13                      | 6                       |               |
| 2024                    | البطـل                  | الأول                   | 7                       | 7                       | 0                       | 0                       | 15                      | 4                       |               |
| 2028                    | يحدد فيما بعد           | يحدد فيما بعد           | يحدد فيما بعد           | يحدد فيما بعد           | يحدد فيما بعد           | يحدد فيما بعد           | يحدد فيما بعد           | يحدد فيما بعد           | يحدد فيما بعد |
| 2032                    | يحدد فيما بعد           | يحدد فيما بعد           | يحدد فيما بعد           | يحدد فيما بعد           | يحدد فيما بعد           | يحدد فيما بعد           | يحدد فيما بعد           | يحدد فيما بعد           | يحدد فيما بعد |
| المجموع                 | الألقاب (4)             | 12/17                   | 53                      | 28                      | 15                      | 10                      | 83                      | 46                      |               |

## سجل كل الأوقات
يوضح الجدول التالي الرقم القياسي الدولي لأسبانيا، السجل صحيح اعتبارًا في 8 يونيو 2025.
|         | لعب | فاز | تعادل | خسر | هدف له | هدف عليه |
| المجموع | 772 | 455 | 179   | 138 | 1566   | 702      |
| ------- | --- | --- | ----- | --- | ------ | -------- |

## الألقاب والميداليات
قائمة الألقاب للفريق الإسباني
- كأس العالم

- البطل (1): 2010

- كأس الأمم الأوروبية

- البطل (4): 1964، 2008، 2012، 2024
- الوصيف (1): 1984

- كأس القارات

- المركز الثالث (1): 2009
- الوصيف (1): 2013

- دورة الألعاب الأولمبية

- الذهبية (2): 1992، 2024
- الفضية (3): 1920، 2000، 2020

- دوري الأمم الأوروبية

- البطل (1): 2023
- الوصيف (2): 2021، 2025

## هوامش
1. ↑  التعادل يحسب ½ فوز
2. ↑  يمثل ألمانيا الغربية من 1949 إلى 1990
3. ↑  يمثل يوغوسلافيا من 1920 إلى 1992، جمهورية يوغوسلافيا الإتحادية من 1993 إلى 2000، و صربيا و الجبل الأسود من 2003 إلى 2006
4. ↑  يمثل تشيكوسلوفاكيا من 1920 إلى 1992
5. ↑  يمثل الاتحاد السوفييتي من 1922 إلى 1991، و رابطة الدول المستقلة من 1991 إلى 1992
6. ↑  مباراة غينيا الاستوائية وأسبانيا في نوفمبر 2013[28] أعلن فيفابطلانه بعد شهر بسبب خطأ إجرائي في تأكيد الاستعانة بحكم محلي.[29] ومع ذلك، فإن الاتحاد الملكي الإسباني لكرة القدم يُدرج إحصائيات المباراة واللاعب في سجلاته، وعادةً ما يتم احتسابها في مصادر أخرى (على سبيل المثال، سجل خوانفران توريس هدفه الدولي الوحيد في المباراة).[30]
7. ↑  لن يتم احتساب المباراة بين الأردن وإسبانيا يوم 17 نوفمبر 2022 كمباراة ودية رسمية. والسبب في ذلك هو أن الاتحاد الإسباني لكرة القدم والفيفا اتفقا على زيادة عدد التبديلات التي يمكن لكل فريق إجراؤها حتى يكون لاعبو إسبانيا جاهزين لبدء كأس العالم.[31]

## وصلات خارجية
- قائمة بيانات منتخب إسبانيا من الموقع الرسمي للفيفا

| سبقه · إيطاليا | بطل كأس العالم 2010 | تبعه · ألمانيا |